# Montjuïc (Barcelona)

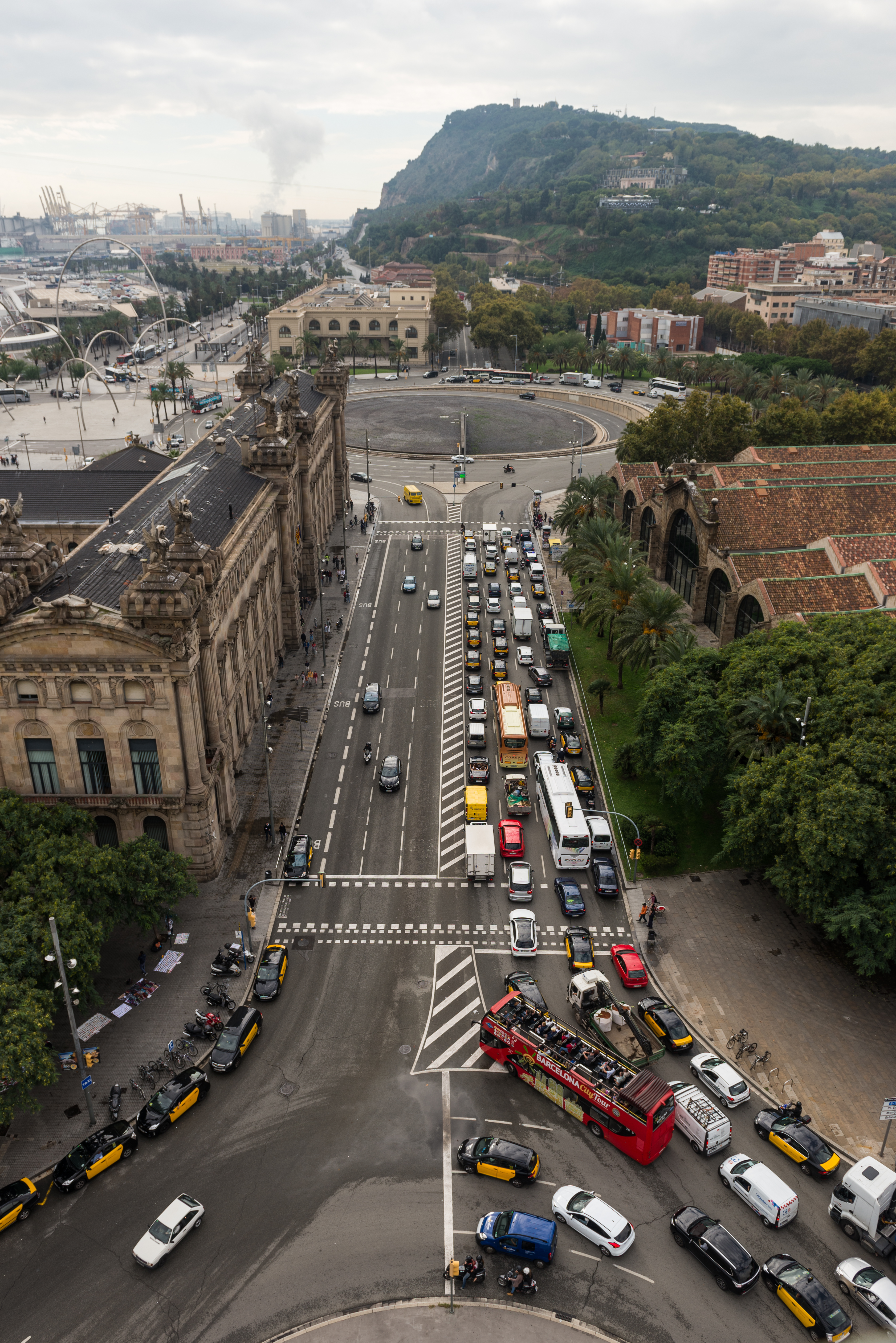
Montjuïc

La muntanya de Montjuïc de Barcelona es caracteritza per la seva forma de penya-segat que s'enfonsa en la mar Mediterrània per la banda del Morrot. El cim és a una altitud de 177,72 metres. Administrativament forma part del districte de Sants-Montjuïc.

## Etimologia del nom
Pel que fa a l'etimologia del topònim, tradicionalment se li ha atribuït el significat Mont dels Jueus, suposadament provinent del català medieval, motivat per l'existència d'un cementiri jueu a la muntanya, confirmat pels documents i l'arqueologia. Igualment versemblant és que sigui una corrupció del llatí Mons Iovis (Mont de Júpiter), nom aquest mencionat per Pomponi Mela en la seva Corografia: «Inde ad Tarraconem parva sunt oppida Blande, Iluro, Baetulo, Barcino, Subur, Tolobi; parva flumina Baetulo, iuxta Iovis montem Rubricatum in Barcinonis litore, inter Subur et Tolobin Maius "Des d'aquí fins a Tàrraco hi ha les poblacions de Blande, Iluro, Bètulo, Bàrcino, Súbur i Tolobi; els petits rius Bètulo, el Rubricatus, al costat del Mont de Júpiter, a la costa de Bàrcino, i el Maius, entre Súbur i Tolobi"».

## Geologia
La muntanya de Montjuïc és de constitució neozoica i està formada per roques sedimentàries (argiles, gresos i conglomerats) dipositats en un delta que, durant el Miocè, fa 15 milions d'anys, desembocava a la mar Mediterrània. Aquesta zona sedimentària és rica en fòssils marins (gastròpodes, bivalves, crancs, foraminífers...), i diversos punts de la muntanya han estat indrets clàssics de cerca de fòssils, com el Far i el Morrot. Els materials de la muntanya provenen de l'erosió del massís de Collserola, de manera que, actualment, dins les roques de Montjuïc trobem còdols de totes les litologies presents en aquests massís (granits i pissarres). En la part nord i est trobem afloraments rocallosos de gresos d'edat miocena. En superfície trobem blocs de calcària. A causa de l'orientació de la muntanya en aquest vessant, de cara a llevant, les temperatures són una mica més elevades que en altres parts més enlairades o en altres cares, ja que queda resguardada dels vents del nord i la insolació és bona.

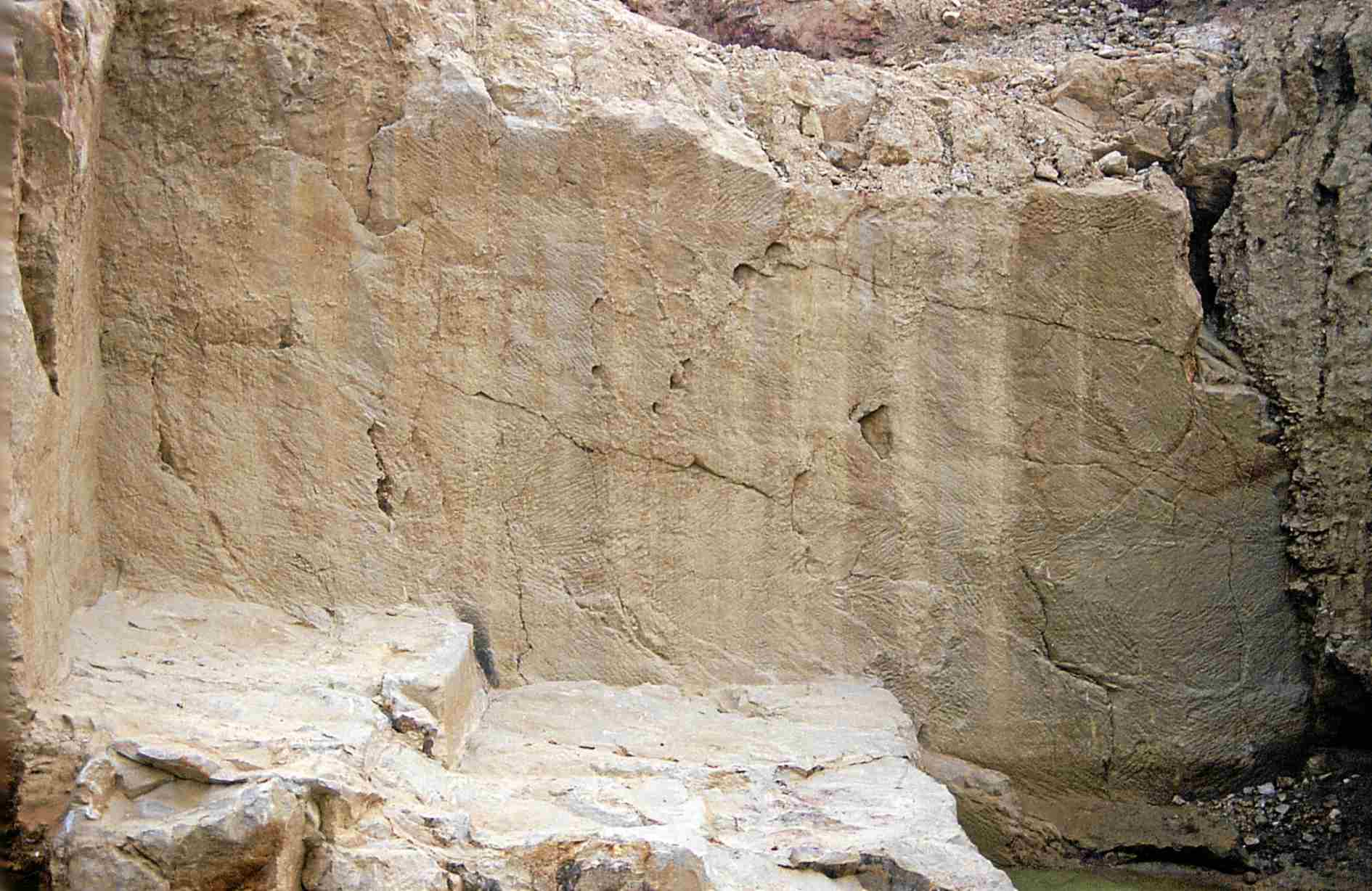
Front d'extracció de la pedrera romana de Montjuïc, on s'aprecien les marques d'extracció

### Les pedreres
La muntanya va ser explotada massivament en una munió de pedreres des dels ibers i els romans fins al 1957, any en què s'atura de cop l'extracció massiva de la pedra. Totes aquestes pedreres subministraven material a la ciutat per la construcció d'edificis de pedra de Barcelona, que fins a mitjans del segle xx són fets amb pedra de Montjuïc, un gres quarsític del Miocè superior. Els afloraments d'aquest material del vessant oest de la muntanya són els murs de les antigues pedreres. De sud cap a nord trobem els talls del Fossar del Jueus, del Sot del Migdia, del Club de Natació Montjuïc, de l'estadi Joan Serrahima, de la Foixarda, del Teatre Grec, de Sta. Madrona i del Mirador del Poble Sec, pedreres que han proporcionat gran part dels blocs de pedra utilitzats per a construcció. El 2015 es va celebrar una exposició per donar a conèixer aquest aspecte de la muntanya.

### Mineralogia

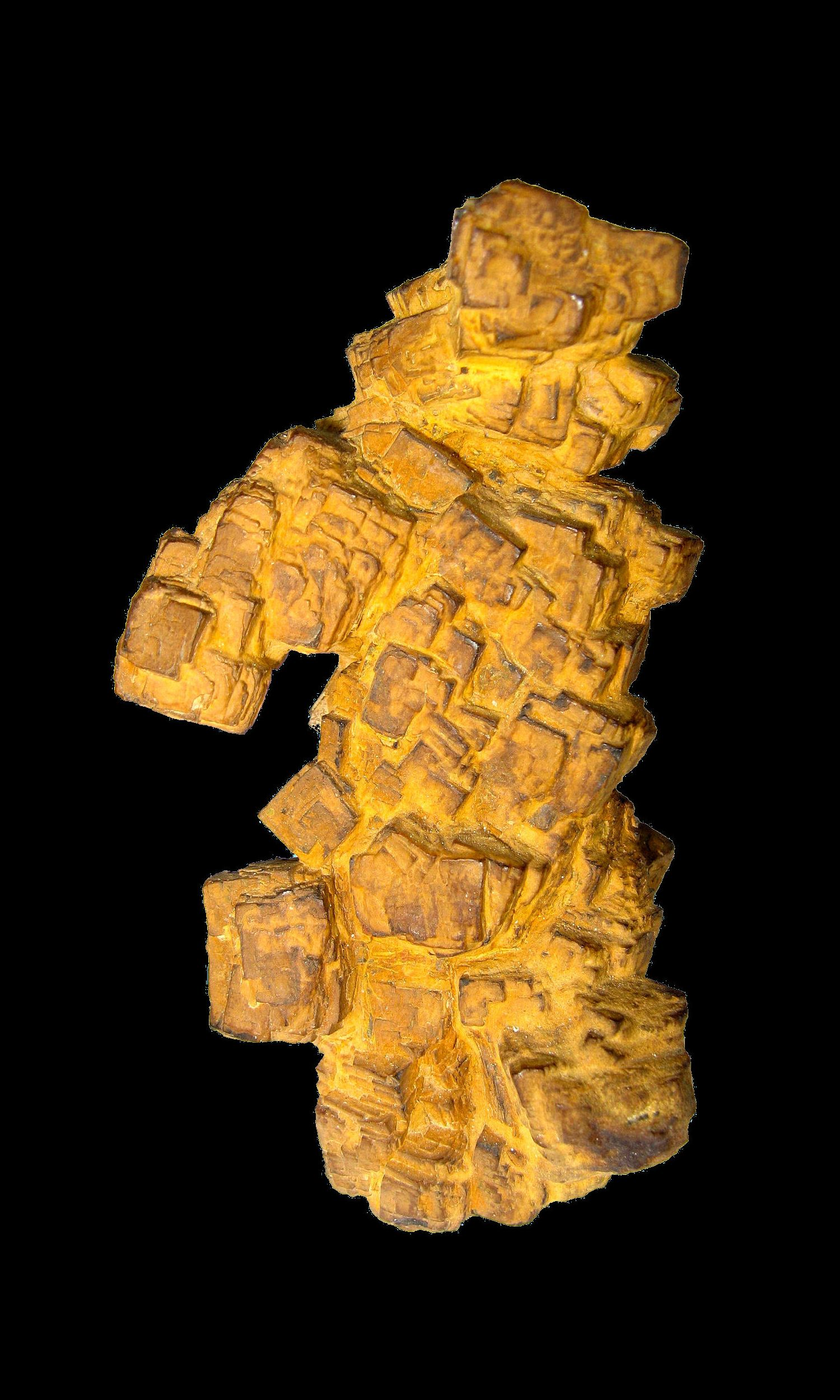
Goethita pseudomòrfica de pirita

Les pedreres del vessant oest de la muntanya són indrets de recollida de minerals per a col·leccionistes, com la barita. És abundant el quars, així com les seves varietats microcristal·lines: el jaspi, l'àgata, la calcedònia i l'òpal, les quals tenen un cert interès gemmològic. També és molt característica la goethita que s'hi troba a la muntanya, ja que, degut a un procés anomenat pseudomorfisme, adopta la forma de la pirita, a la qual substitueix. A banda d'aquests minerals esmentats, també s'hi poden trobar les següents espècies: guix, calcita, sofre i alguns alums.
Algunes publicacions, com el llibre Los minerales de España de Salvador Calderón, o la Gran Enciclopèdia Catalana, parlen de les amatistes de Montjuïc: «Las bellas amatistas de Montjuich, que tuvieron tanta fama, y de que hay bellos ejemplares en el Seminario de Barcelona, están casi agotadas». Es creu, però, que es tracta d'un error de transcripció, ja que a Montjuïc ningú no les ha citades mai recentment.

## Història
Montjuïc, per la situació estratègica –a la vora del Mediterrani, i al costat d'una important via de comunicació fluvial com és el riu Llobregat-, fou el bressol de la ciutat de Barcelona. En els darrers anys s'han fet descobertes arqueològiques que han capgirat la visió de la història de Barcelona, fruit de diversos projectes urbanístics d'arranjament i millora de tot aquest espai. Cal destacar que Montjuic va esdevenir des del període ibèric, i sobretot romà, la principal pedrera del pla de Barcelona, i posteriorment de la colònia romana, fet que implicà un canvi dràstic en la fesomia de la muntanya.

### Prehistòria
De presència prehistòrica trobem la documentació d'unes coves, conegudes com a Coves del Morrot, que s'ubicaven al sud del Castell de Montjuïc, entorn del jaciment arqueològic del Taller de Jaspi del Morrot. Les cavitats van ser destruïdes a final del segle xix, i podrien datar d'època neolítica. En el front de la falla geològica del Morrot, al mapa geològic de la Guia Excursionista realitzat per Solé i Pla, l'any 1899, se senyalen les coves sota el mateix castell, entre el Far i el cementiri modern. Als anys 70 del segle xx, Josep de la Vega va intentar localitzar-les sense èxit, tot i que va recollir un sílex i un os treballat, restes que indiquen sens dubte la seva freqüentació en època antiga. A la darreria del segle xix, els col·leccionistes de minerals ja coneixien de la presència de jaspi en els vessants de Montjuïc, però no fou fins a les intervencions arqueològiques efectuades entre els anys 1984 i 1988 (Servei d'Arqueologia de la Ciutat i el Centre de Recerques Paleosocials de Girona), quan es demostrà l'existència del jaciment del taller de jaspi del Morrot, just al peu del Castell de Montjuïc, a la part septentrional del vessant est, a la zona compresa entre el far del port i unes pedreres del segle passat. El terreny té un fort pendent en aquest punt, fet que comporta una forta acció erosiva. A uns 25-30 cm de la superfície actual, es va localitzar un col·luvió d'uns 40cms de gruix, amb gran quantitat de jaspi tallat.

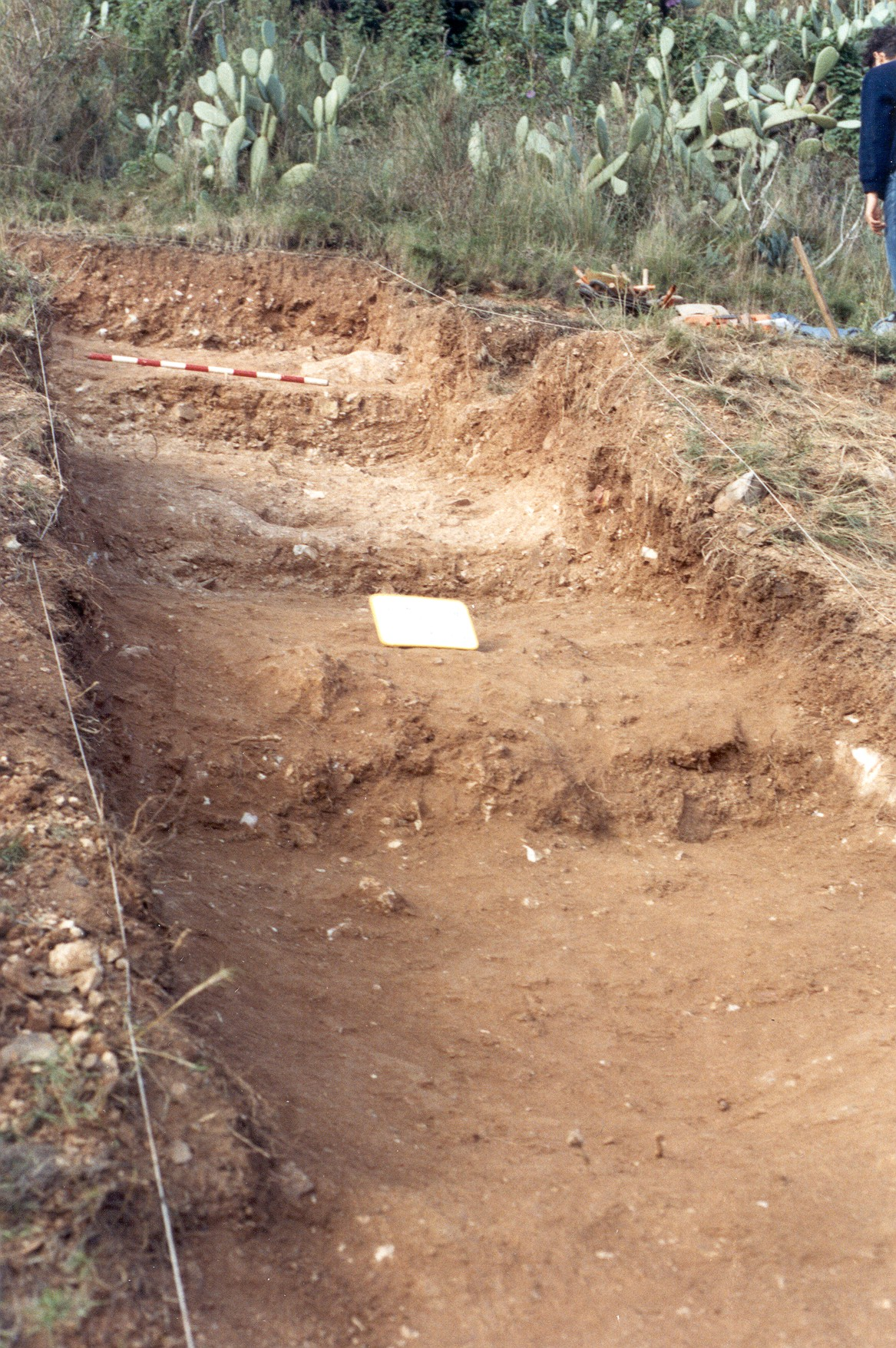
Detall dels sondejos realitzats l'any 1988 al jaciment epipaleolític del taller de jaspis del Morrot (Montjuïc, Barcelona)

El jaciment del Taller de Jaspi, al peu del Castell de Montjuïc, es localitza al nord del vessant que mira al port. L'any 1988 comença una intervenció arqueològica que permeté localitzar un dipòsit amb material lític (jaspi, òpal, sílex, quarsos i quarsites) tallat. Els materials recuperats van permetre associar aquest jaciment a una cronologia d'època epipaleolítica. Aquests materials s'empraven per a elaborar diferents estris per a treballs domèstics i artesanals. D'una falla tectònica afloren, entre els gresos tan característics de la muntanya, vetes de jaspi que van ser explotats des del 10.000 aC (epipaleolític) fins a l'època romana. La característica principal d'aquest taller és la tècnica d'extracció dels nòduls de jaspi dels estrats de gres de la base, i que es consideraria com un precedent d'activitat minera, i del qual es coneix un cas proper, a una altra escala i cronologia, en les mines prehistòriques de Gavà. Aquesta activitat implicava que l'extracció de la matèria primera sortia a compte, a més de tenir coneixements profunds del terreny, tot marcant un «continuum» en el procés de selecció de matèries i de coneixement i transformació de l'entorn per part de les comunitats prehistòriques.
La significació històrica de la troballa és, sens dubte, molt important per la història del pla de Barcelona, més atès pels escassos paral·lels documentats fins al moment, com serien a les terrasses del rius Llobregat i Besos, del massís del Garraf (Cova Fumada i la Cova del Gegant) i a la Depressió Pre-Litoral (Abric Vernet i Can Garriga). En el registre lític del Morrot consta l'ús del foc per a l'explotació de les vetes. En els nivells superficials es detecta la presència d'objectes cremats i al nivell C format d'antic es constata la presència de cremació en els objectes lítics, ja que té més probabilitats de ser produïda per processos tecnològics (canvis de coloració, cúpules i craquelats). Els elements lítics recuperats només mostren parts de la cadena operativa i això, juntament amb el fort pendent de la zona, fa improbable l'aprofitament d'aquest espai com a zona d'hàbitat, tot i que no s'ha de menystenir la possibilitat que no fos gaire lluny. Seria probable que l'hàbitat es localitzés al cim del turó, tot dominant tota el pla de Barcelona i unes planes costaneres avui en dia submergides. La muntanya de Montjuïc, amb nombroses fonts i recursos forestals, segons les anàlisis pol·líniques, hauria de tenir prou recursos per mantenir un grup de caçadors, que a més aprofitaven els recursos mineralògics de la mateixa muntanya per al seu benefici, tot esdevenint l'ocupació més antiga documentada a l'actual terme municipal de Barcelona.
A més trobem, el conegut jaciment de la Sitja del carrer Anníbal, que està situat a la confluència del carrer Margarit i el carrer Anníbal, a la part més septentrional de la muntanya de Montjuïc, al barri del Poble Sec. Durant les obres constructives d'urbanització del carrer d'Anníbal per a permetre la continuació del passeig de l'Exposició l'any 1988, es va documentar una sitja d'època del Bronze Final. Es documentaren quatre estrats, els tres superiors aportaven un conjunt de restes força heterogeni, amb presència majoritària de materials arqueològics atribuïbles al Bronze Final, però també amb ceràmiques pertanyents a un moment més antic i, fins i tot, a un moment avançat de la cultura ibèrica.
Al vessant est del Cementiri de Montjuïc i al sud-oest del castell de Montjuïc. En aquest indret s'havien recollit nombrosos fragments de ceràmica de pasta grollera fets a mà, de jaspi i de sílex. Presumiblement es tractava d'un assentament prehistòric i proper a una àrea d'extracció de jaspi a l'aire lliure. Confirmades per aquestes troballes l'existència d'un assentament antic en aquest indret, restava delimitar-ne l'extensió i superfície. El material aparegut al jaciment ens situa en un moment relacionat amb la transició del Bronze Final a la primera edat del ferro. El material arqueològic data de final del segle vi aC fins a l'inici del segle vi aC.

### Protohistòria i món ibèric
La situació estratègica de Montjuïc, amb una gran visió del pla de Barcelona i la serralada Prelitoral, amb el mar i el riu Llobregat als seus peus, permetent la navegació i intercanvi comercial vers la Mediterrània i l'interior de Catalunya, respectivament, motivà els ibers a instal·lar-se al cim del turó i fundar un important lloc de poblament i nucli comercial. En els darrers anys, diverses actuacions arqueològiques han permès ampliar considerablement el coneixement històric i arqueològic del Montjuïc ibèric. Actualment es pot parlar de diversos assentaments, així com de troballes disperses arreu de la muntanya.
L'ocupació protohistòrica de la muntanya arrenca el segle vii aC amb la troballa d'un nombre indeterminat de fragments ceràmics de procedència fenícia recuperats de la intervenció de 1984 en un sector proper a la Via Magòria, tot i que aquests no es van trobar associats a cap estructura d'habitatge. A diferència del període anterior, durant el període ibèric antic (segles vi-v aC) existeixen més proves. Al vessant sud-oest de la muntanya, entre el castell i el cementiri, se'n documentaren les restes d'una llar de foc i forats de pal associats a un possible fons de cabana, a més d'una petita sitja. La presència d'un important conjunt de ceràmiques locals (a torn i a mà), acompanyades de diverses importacions ceràmiques del Mediterrani (bucchero nero etrusc, copes àtiques gregues, àmfora punico-ebussitanes), confirma l'entitat del nucli ibèric de Montjuïc durant aquest període més primerenc, així com una certa importància a nivell comercial i econòmic.
El coneixement que tenim de l'ocupació ibèrica de Montjuïc durant el període de l'ibèric ple (segona meitat del segle V-IV aC) es troba molt ben documentat gràcies a les excavacions de les sitges del Port o Via Magòria. Amb motiu de l'obertura de la via fèrria de 1928 que connectava el Port amb Barcelona, les prospeccions realitzades per J. de C. Serra Ràfols va localitzar un conjunt de sitges amb presència de ceràmica ibèrica al Pont de l'Esparver o Via Magòria.
No va ser fins al 1946 quan el mateix Serra Ràfols, aleshores delegat d'Excavacions a Barcelona, va redactar un pla d'actuació en relació al patrimoni de la ciutat, i va posar les sitges del port com un punt d'interès prioritari, i va començar a excavar-les al mes de març de l'any 1946. A l'interior d'una de les sitges excavades es va localitzar un carro datat del segle iv aC, se'n van recuperar les dues rodes i part del conjunt de peces metàl·liques de la roda, on es documentaren les emprentes de la fusta. El carro era de rodes massisses, i degué ser emprat per al transport de mercaderies.

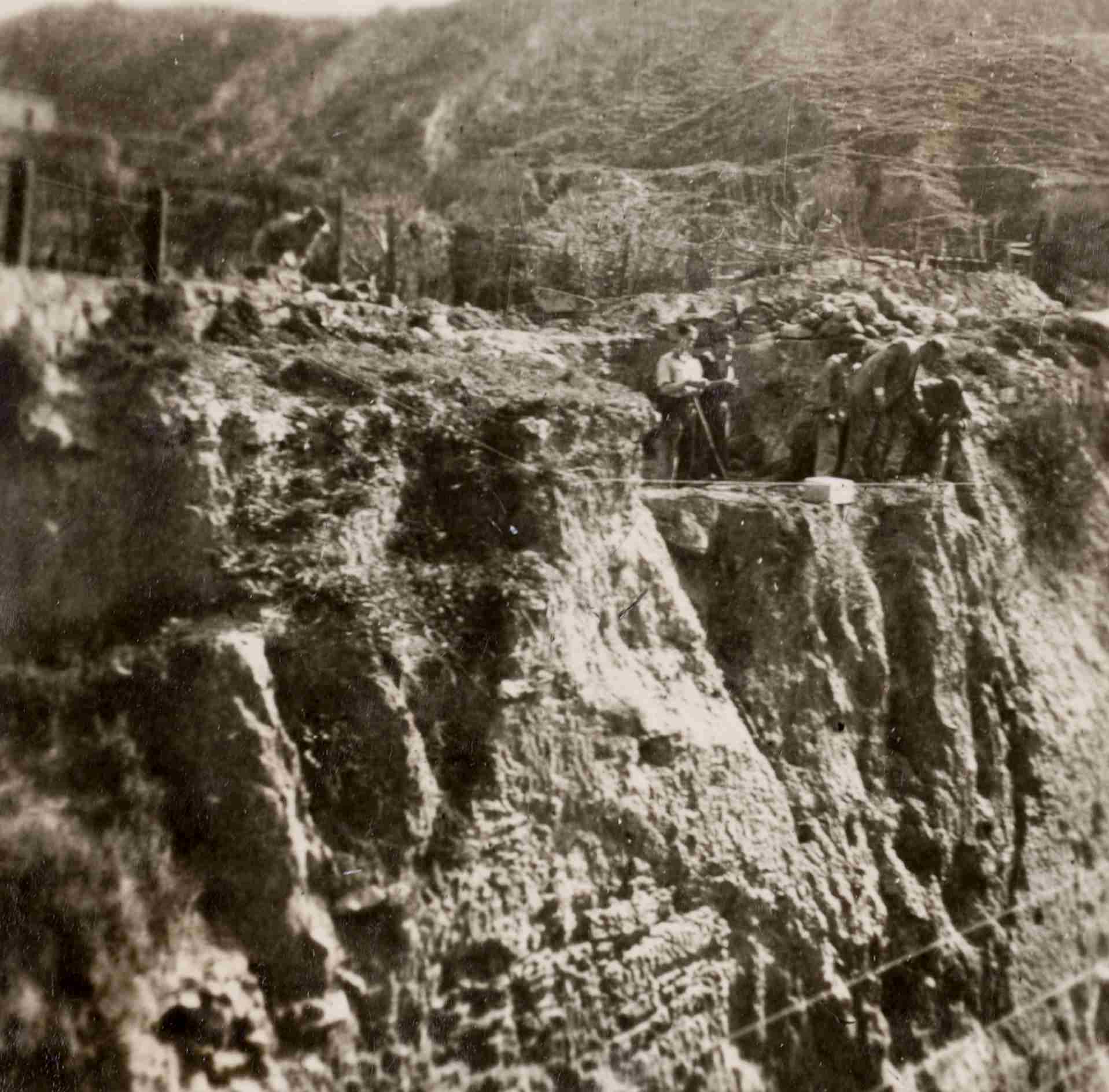
Vista de la secció de la via de Magòria amb les sitges, any 1946
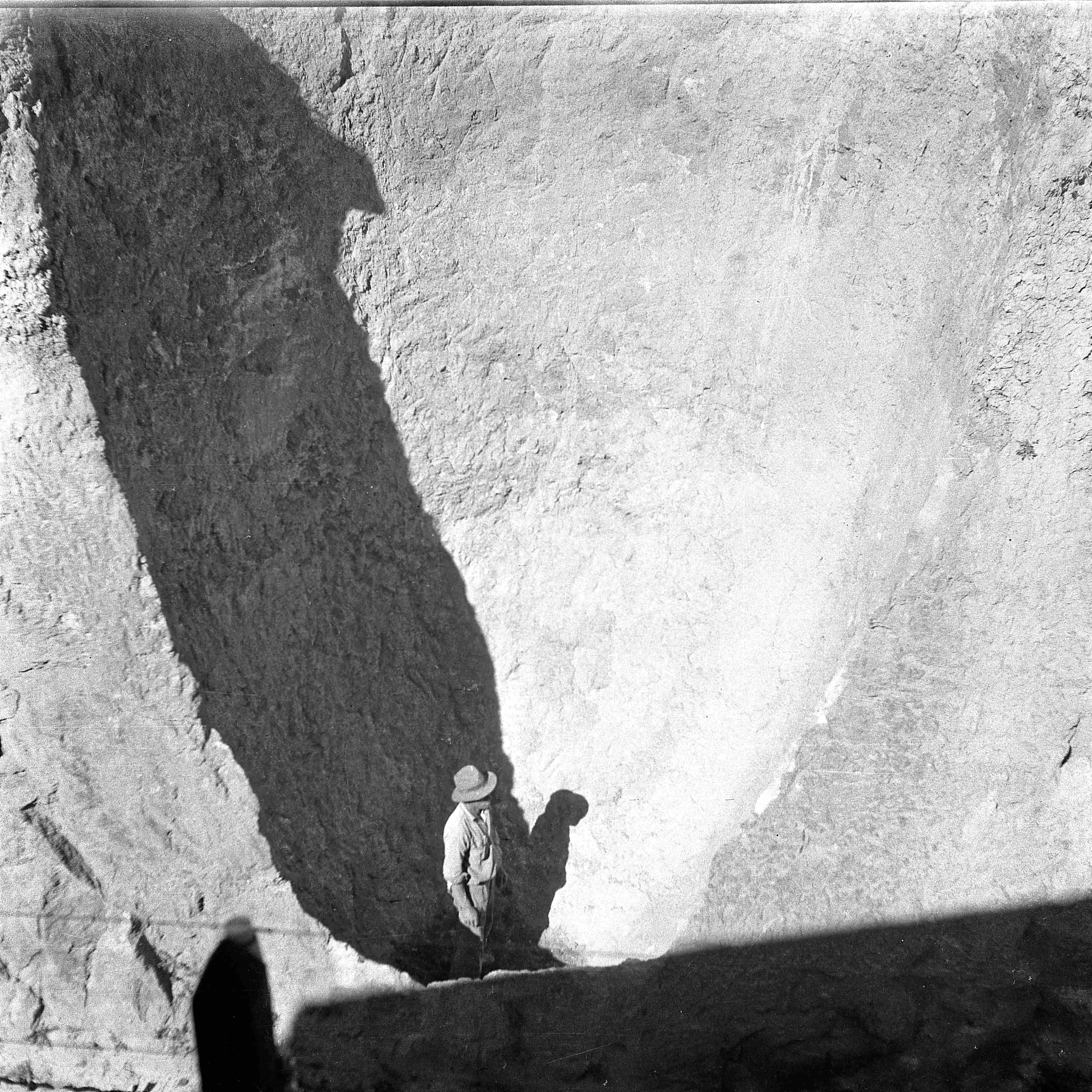
Sitja 17 de la via de Magòria un cop excavada. Any 1946
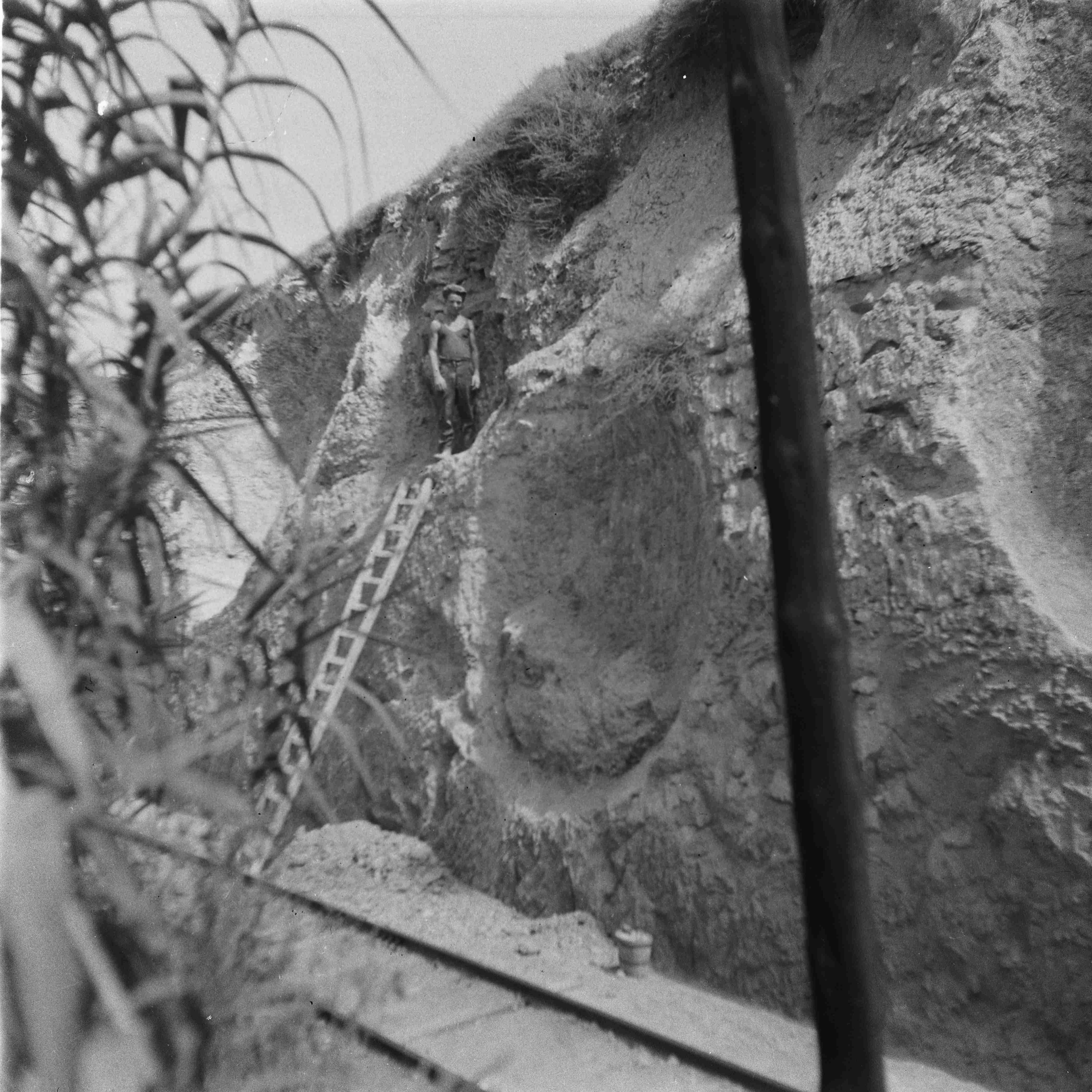
Secció de les sitges de la via de Magòria amb la via del tren als seus peus
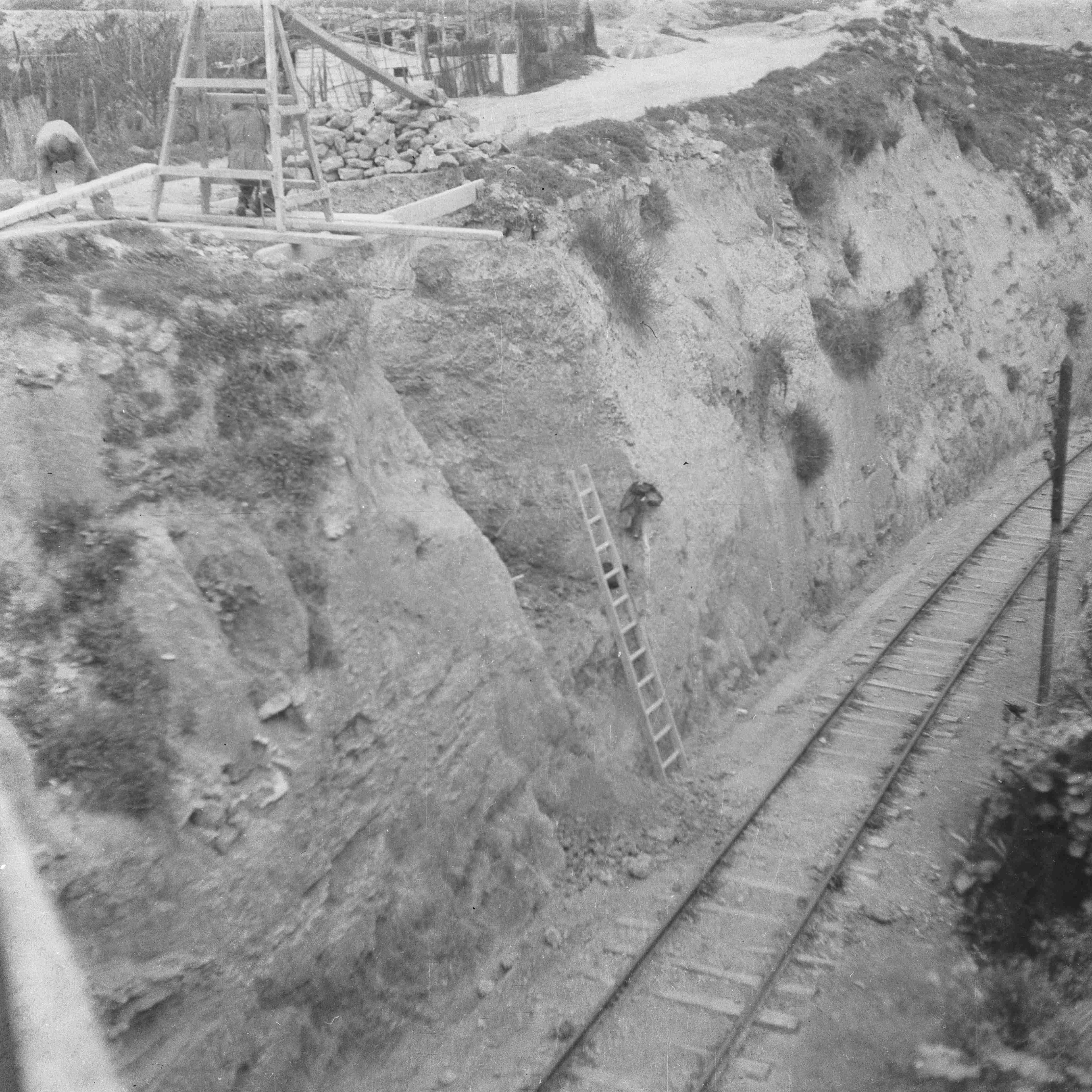
Secció de la via de Magòria i vista de les sitges
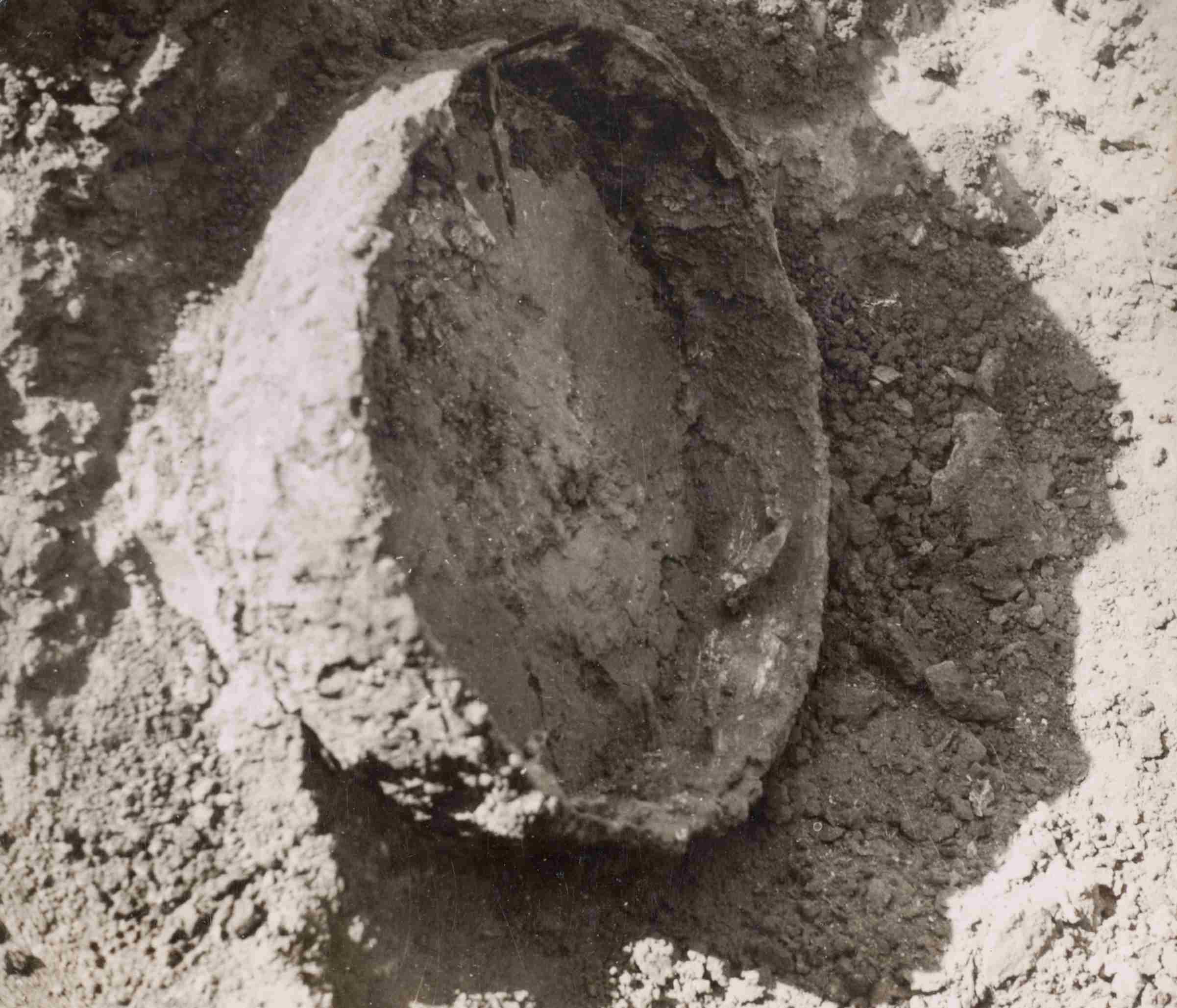
Detall d'una de les rodes d'un carro ibèric a mig excavar a les sitges de la via de Magòria, any 1946

Durant l'any 1990 es va fer una nova intervenció arqueològica en aquest espai. S'hi varen documentar un nombre total de 21 sitges, de les quals se'n varen excavar quinze, tres més, encara que localitzades, no foren excavades, i altres tres que resten estaven ja excavades per en J. de C. Serra Ràfols i seccionades per la Via Magòria. La peculiaritat d'aquest conjunt de sitges són les dimensions, que depassen amb escreix les de qualsevol altre jaciment ibèric del nord-est peninsular. Deu d'aquestes sitges superen els 20.000 litres de capacitat, el doble de la mitjana dels camps de sitges coneguts (Mas Castellar de Pontós, Turó de la Font de la Canya); quatre tenen una capacitat de més de 50.000 litres, i una cinquena presenta uns 80.000 litres.
L'excavació d'aquest gran conjunt de sitges va permetre recuperar un gran volum de materials ceràmics d'importació –vasos àtics de figures negres vasos àtics de figures roges, ceràmica àtica de vernís negre, àmfores ebusitanes, àmfores gregues-, i ceràmiques locals –ibèrica a torn i a mà-, que permet datar, com a mínim, el seu abandó o amortització entre els segles iv-iii aC. Per la resta de materials peculiars recuperats, hi ha una espasa de ferro, una fíbula de bronze decorada amb denes de coral vermell, i un fragment de morter de marbre hel·lènic.

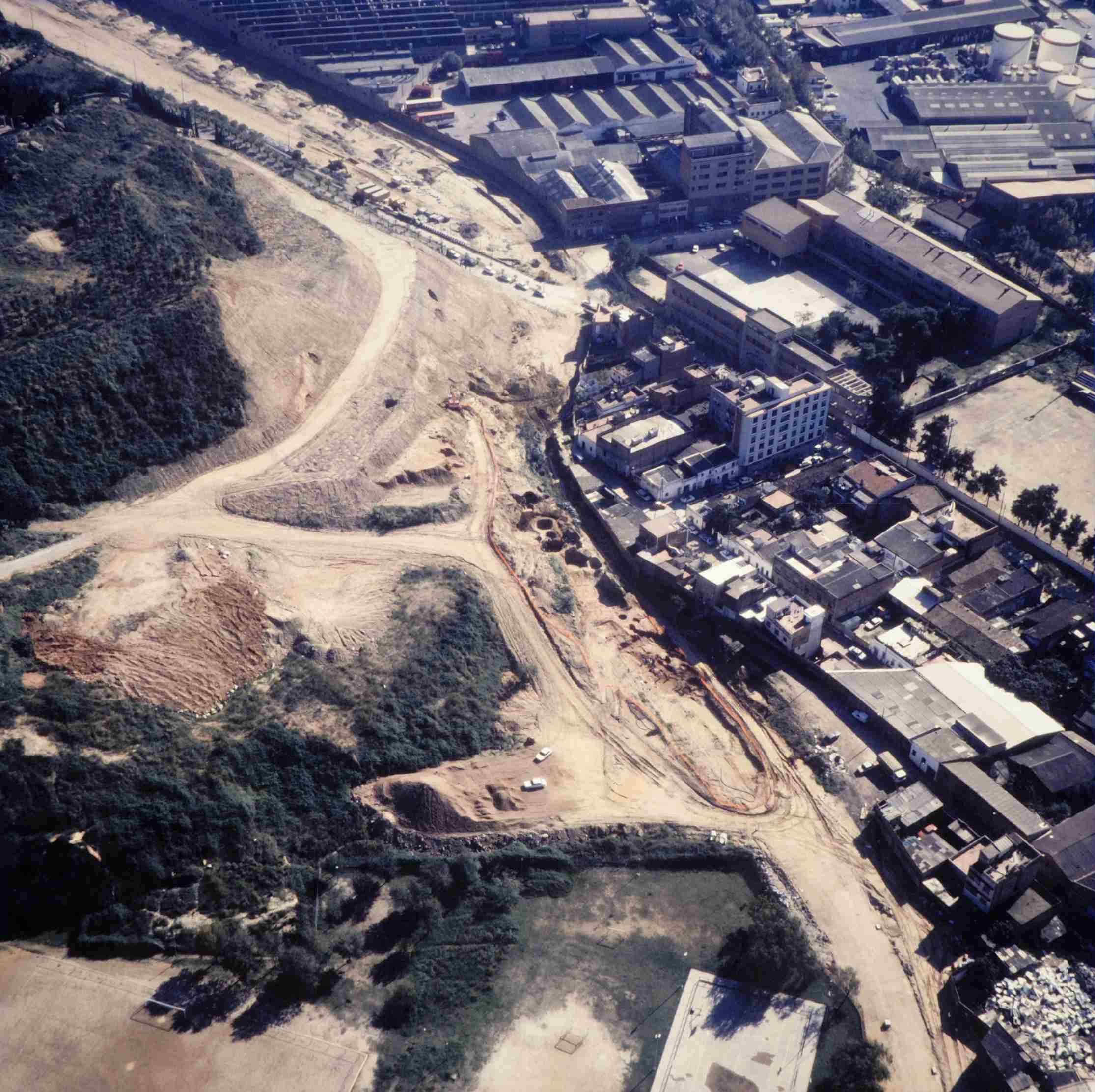
Vista general de la zona de sitges de la via de Magòria (Montjuïc, Barcelona), 1990
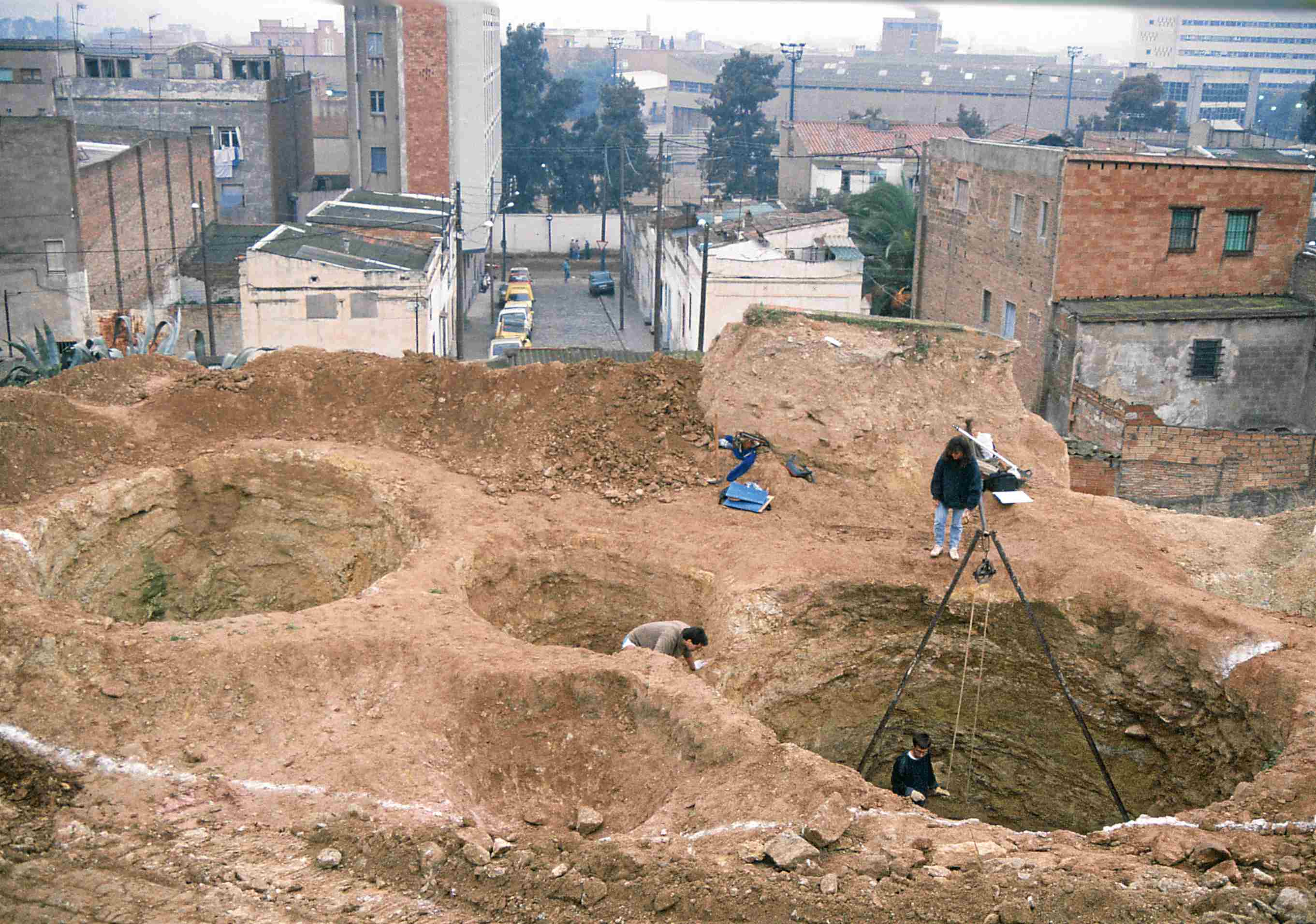
Visió general de les sitges ibèriques de la via de Magòria (Montjuïc, Barcelona), 1990
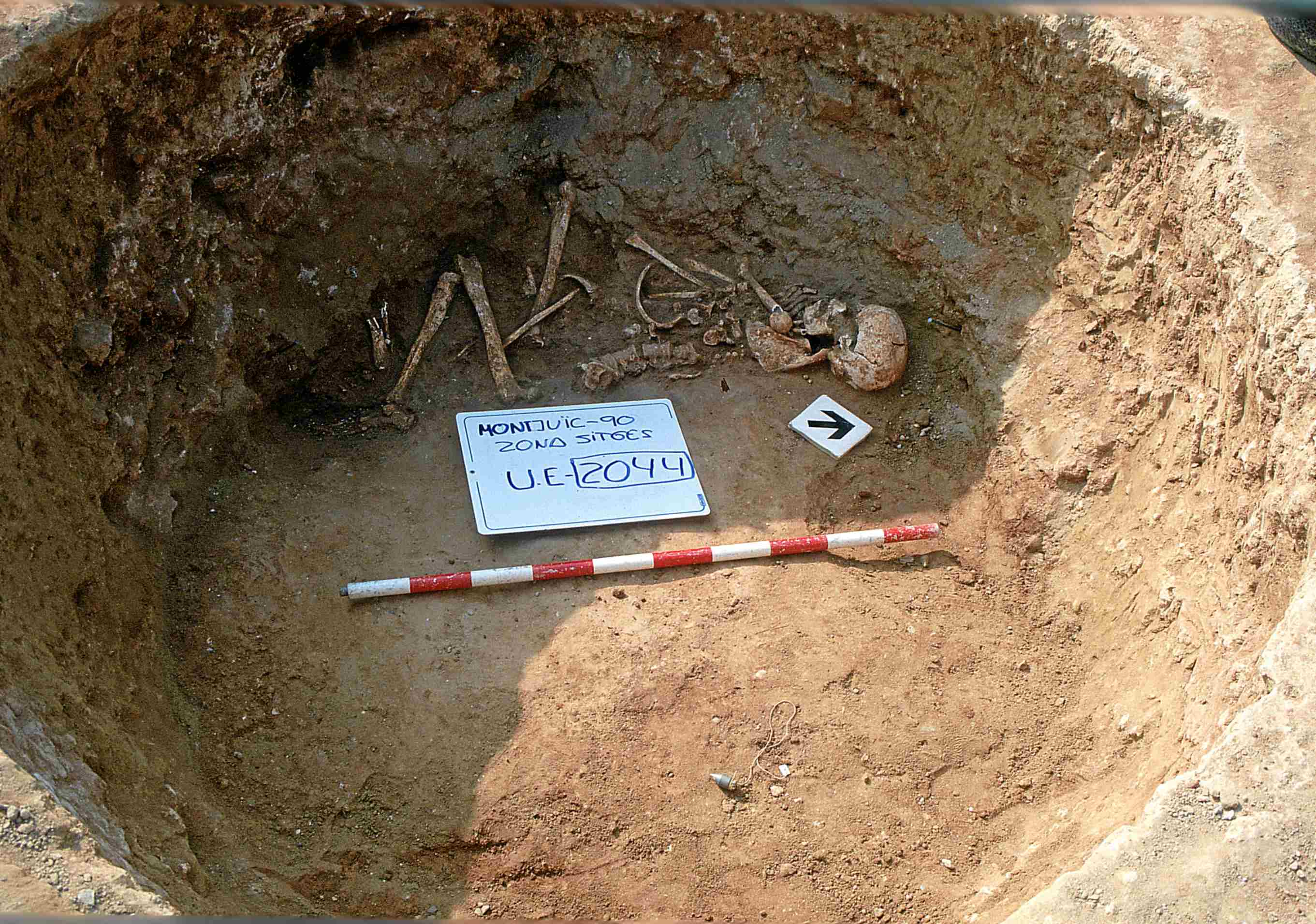
Sitja 9 amb enterrament del jaciment ibèric de la via de Magòria (Montjuïc, Barcelona), 1990
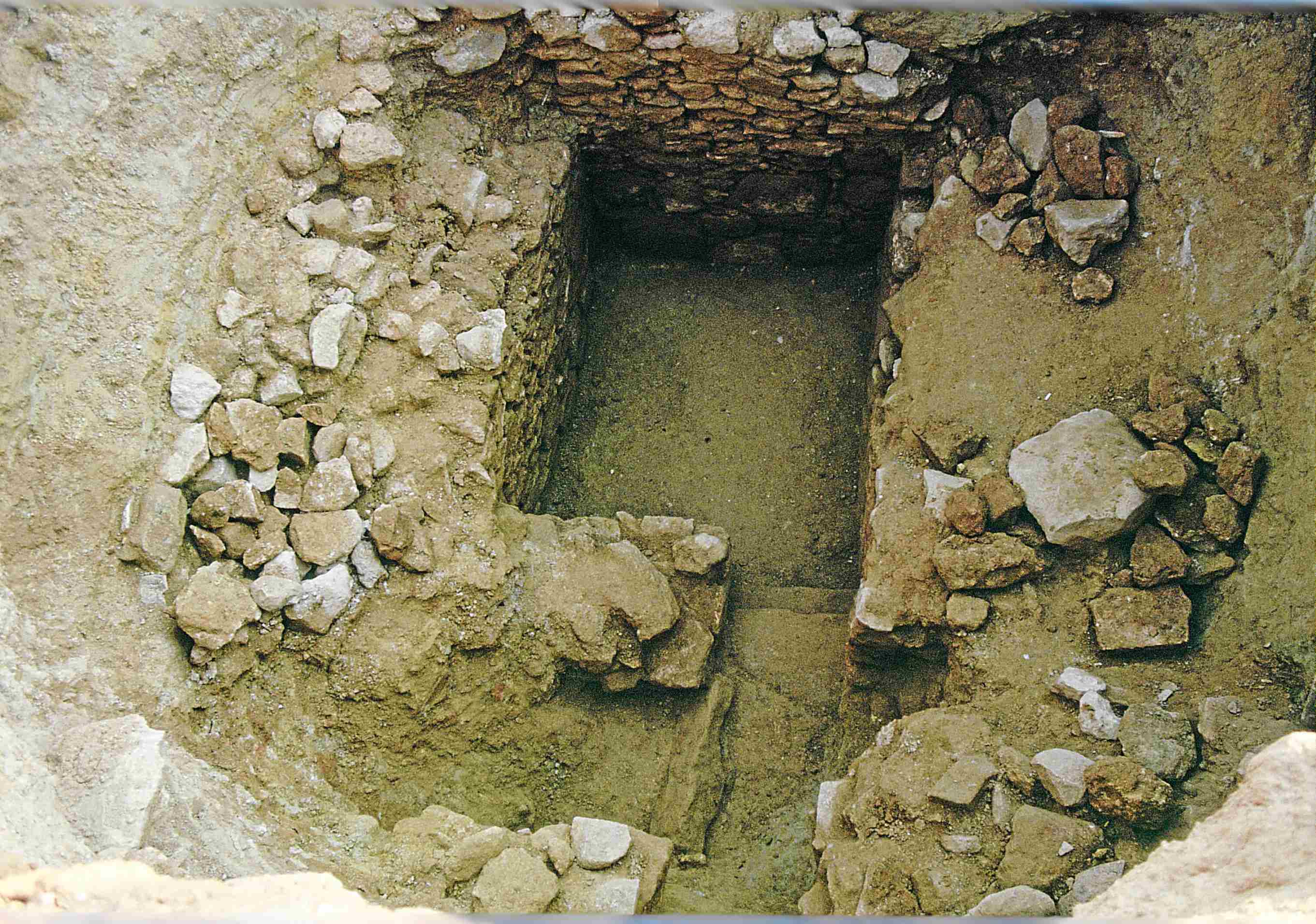
Sitja 3 amb el pou-cisterna del jaciment ibèric de la via de Magòria (Montjuïc, Barcelona), 1990
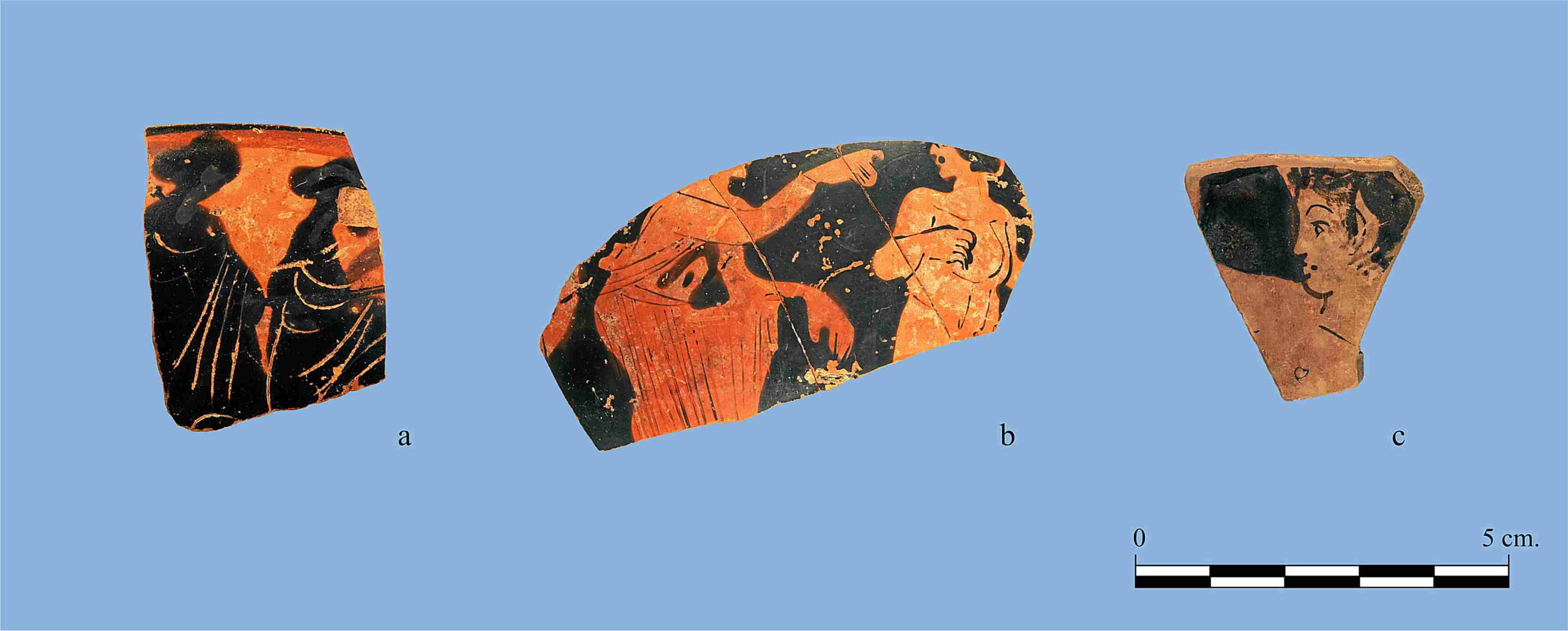
Fragments ceràmics àtics de vernís negre i de figures roges procedents de les sitges ibèriques de la via de Magòria (Montjuïc, Barcelona), 1990

Aquestes sitges van ser interpretades com a grans magatzems destinats a un comerç per via marítima pel Mediterrani, quan es considera l'evident potencial d'acumulació d'excedent de cereals. Amb relació a la cronologia d'aquests contenidors, no se sap quan es van construir, però es poden precisar diferents fases d'abandonament. Tres d'aquestes estructures van ser reblertes al segle iv aC, mentre que altres cinc van ser reomplertes a la fi del segle iii aC. El reaprofitament de sitges com a llocs d'enterrament, no és un fet inusual, i en aquest cas es van localitzar dos cranis dins del rebliment de sengles sitges.
L'any 1987, en una excavació d'urgència, es documentà l'existència d'un poblat ibèric, on actualment s'ubica el Castell de Port, a la banda oest del Fossar de la Pedrera, en concret a la part més alta de la zona prospectada -turó del Castell i la terrassa que l'envolta- àrea que ha estat menys afectada per l'erosió. Les úniques estructures arqueològiques constatades en el decurs de la intervenció és la documentació d'un mur fet en sec i aprofitat en època molt recent. Per les seves característiques constructives es podria relacionar amb el poblat ibèric de Montjuïc. S'ha pogut recollir en superfície gran quantitat de material ceràmic entorn del Castell de Port, datat del període ibèric ple i tardà.
L'any 1931 a la part alta del Cementiri del Sud-oest, a tocar al penya-segat del Fossar de la Pedrera, segons la informació aportada per Serra i Ràfols es van excavar dues sitges d'època ibèrica de planta globular, de 2,5 m de diàmetre i alçada màxima. En una d'aquestes sitges es van excavar quatre esquelets humans, col·locats en posició horitzontal, ben dipositats en paral·lel, i l'un al costat de l'altre.
Tot i la mancança d'estructures constructives o proves físiques d'un hipotètic nucli residencial (a excepció d'un possible tram de muralla descobert al Castell del Port el 1987), diferents factors confirmarien l'existència d'un nucli habitat de primer o segon ordre al cim de la muntanya de Montjuïc entre els segles IV i III aC, ciutat que vertebraria econòmica i políticament el territori circumdant:
- El gran volum i riquesa dels conjunts de ceràmiques importades provinents de les sitges de Via Magoria
- La gran capacitat d'emmagatzematge de les sitges de la Via Magoria i que evidenciaria una acumulació d'excedent cerealístic amb un clar objectiu comercial.
- L'excel·lent ubicació geogràfica de l'indret amb una més que evident connexió marítima vers el Mediterrani, així com comunicacions fluvials vers l'interior del país gràcies al riu Llobregat
- L'orografia del turó permet el desenvolupament d'un nucli hàbitat de grans dimensions en la seva plataforma superior.

La muntanya de Montjuïc continuarà habitada durant l'ibèric final (segles iii i II aC). En època iberoromana l'estructuració del territori continua sense grans canvis, a excepció de certs canvis estructurals al nord del riu Besòs, relacionats amb la fundació de Baetulo, com seria l'eix viari triangular que comunica la nova colònia amb els eixos transversals interiors, però mantenint-se els antics eixos principals de comunicació del període ibèric, així com els elements estructuradors dominats. Aquesta continuïtat estructural indica l'absència d'un trencament amb el model d'ocupació anterior, fet que constata la transitorietat d'aquesta fase, i la rellevància de l'element indígena al Pla de Barcelona, malgrat el procés colonitzador romà.
D'aquest moment es documenten diferents troballes d'aquest període, com la realitzada entorn de l'Estadi Olímpic Lluís Companys, durant la construcció de l'Estadi Municipal l'any 1929, es varen documentar 15 o 16 sitges d'uns 6 metres, algunes reutilitzades com a sepultures. Segons Josep de la Vega, el jaciment arqueològic correspon a un camp de sitges d'època ibèrica que es podria situar entre els segles III-II aC.

### Món romà
La muntanya de Montjuïc no queda exclosa de l'ocupació romana del Pla de Barcelona, ans al contrari, fou un indret on els vestigis romans localitzats mitjançant prospeccions i excavacions arqueològiques confirmen la hipòtesi d'una ocupació de la zona dispersa i de caràcter rural, sobretot al vessant sud-oest. Tot i que les intervencions arqueològiques no han estat molt nombroses, les dutes a terme, sobretot, a principis de segle xx, unes intervencions més a la dècada dels 80 i 90 de la centúria passada, i una darrera l'any 2009, han permès confirmar aquest extrem.
En un primer moment, a principis del segle xx, els historiadors teoritzaven sobre l'existència d'una primera colònia o establiment romà d'època cesariana, al vessant sud-oest de la muntanya de Montjuïc, i que degué tindre els seus orígens en la romanització del poblat ibèric preexistent al cim del turó. Aquesta teoria extreia els seus fonaments de la troballa de l'anomenada Exedra de Montjuïc, realitzada l'any 1903 al vessant oest de la muntanya, al sud-est del Fossar de la Pedrera. Aquell any als voltants d'aquesta zona, durant els treballs d'ampliació del cementiri, van ser trobats dos importants documents epigràfics de baixa època republicana, que constitueixen les més antigues inscripcions de la Barcelona romana. El primer és una làpida que commemora la construcció de la muralla, torres i portes de la ciutat per part de 'C. Coelius Atisi f(ilius) II vir quin(quennalis)'. Aquesta reprodueix la coneguda fórmula de la baixa època republicana relativa a la construcció de la muralla i assenyala en Caius Coelius com el magistrat específicament delegat per supervisar l'obra. L'altre està format per quatre blocs fragmentaris que formen una exedra, amb inscripcions en caràcters d'aquella mateixa època republicana, anàlegs als precedents i duent també noms certs de magistrats o de personatges influents de la ciutat: es tracta de quatre blocs paral·lelepípedes que potser no estan perfectament encaixats, i menys encara quant al diàmetre, i que formen, de totes maneres, un semicercle; sembla que s'hagi perdut un bloc i ignorem si portava o no alguna inscripció. Un amidament més acurat dona un diàmetre de 4 metres i una lectura més atenta pot, tal vegada, ésser intentada invertint la posició dels dos blocs centrals i introduint-hi el cinquè, perdut. Les lletres subsistents són, segurament, les següents: L. LICINVS / C. IVLIVS A / ............ / A / SSEDILLVS.
La historiografia posterior va admetre que aquesta inscripció s'havia de posar en relació amb la construcció de la muralla augustal de la colònia romana del mons Taber, mentre que l'exedra es correspondria a un monument honorari dedicat a Caius Coelius.
No fou fins a l'any 1929 quan es dugueren a terme dues noves intervencions que posaren al descobert noves restes romanes a la muntanya de Montjuïc. Les primeres troballes d'estructures arquitectòniques es van localitzar en el camí que anava de l'Estadi Lluis Companys a la zona coneguda com a Vista Alegre. Segons Agustí Duran i Sanpere (1947) durant l'obra constructiva per a la preparació de l'Exposició Universal de l'any 1929, en realitzar-se el camí d'accés per anar a l'estadi municipal, a la zona coneguda com a Vista Alegre, justament al Parc de Montjuïc en el carrer dels Tarongers, es va localitzar les restes arqueològiques.
En aquest indret van aparèixer un conjunt de murs obrats amb la tècnica de l'opus incertum, diverses sitges i objectes materials –vaixelles de vernís negre, campanianes B, terres sigil·lades africanes clares D,...-, i que atorgarien una cronologia compresa entre finals del segle ii aC fins al segle V-VI dC. Destaquen el conjunt de sitges de mida reduïda amb gran quantitat de material arqueològic d'època romana, a més de diferents dipòsits i grans quantitat d'àmfores romanes. Aquestes estructures s'han interpretat com a pertanyents a una vil·la rústica, un petit nucli rural, segurament amb una funció agrícola.
Prop del turó del Port, i a tocar amb l'avinguda de l'Estadi i el Passeig Olímpic, durant la construcció de l'Estadi Municipal l'any 1929, es varen documentar 15 o 16 sitges d'uns 6 metres i diversos dipòsits d'opus signinum de decantació. Les sitges obliterades amb peces de rebuig de forn i àmfores dels tipus Pascual 1, Dressel 1 i Dressel 2/4, estarien relacionades amb una indústria terrissaire de fabricació d'aquests envasos pel transport de vi d'època altimperial romana (S. I-III dC.). Algunes d'aquestes sitges foren reutilitzades com a sepultures.

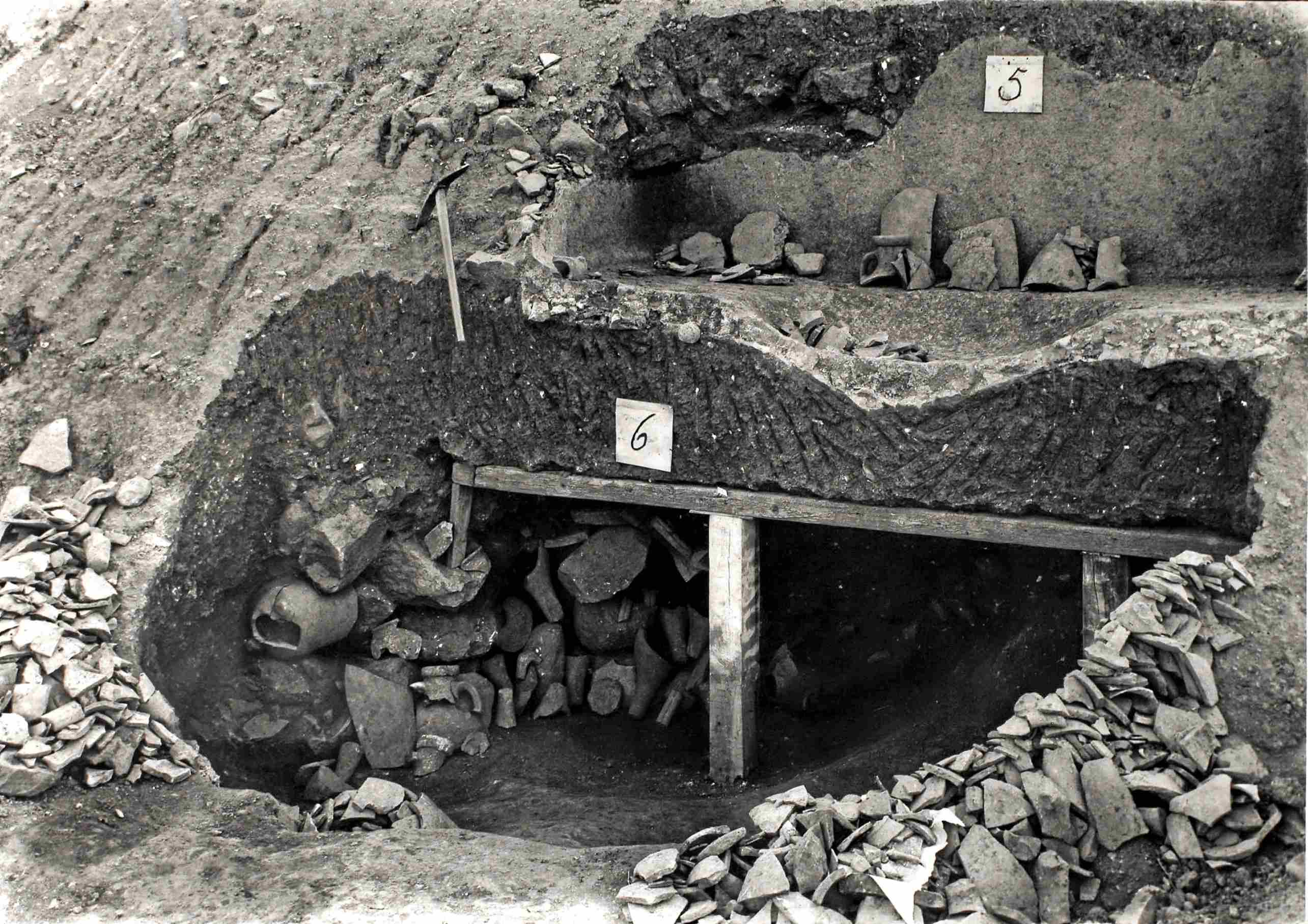
Forn d'àmfores romanes descobert a les obres de construcció de l'Estadi Olímpic de Montjuïc (Barcelona) l'any 1929.

L'any 1971, durant les obres d'excavacions dels fonaments d'una part del nou edifici del Museu Etnològic, es va documentar una tomba en tègula. Les característiques de l'enterrament i la manca significativa d'aixovar indicarien que es tractaria d'una tomba de cronologia tardana, entre els segles V i VII dC.
Uns anys més tard, l'any 1984, en el Cementiri del Sud-oest de Montjuïc, a la part alta del vessant que mira al Fossar de la Pedrera i al turó on s'ubica el castell del port, van posar-se al descobert, al tall d'un nou camí que comunicava dues terrasses, els fonaments de diversos murs i gran quantitat de materials ceràmics d'època romana. Les estructures trobades es corresponen a un àmbit o habitació quadrangular delimitat per tres murs d'opus caementicium, que possiblement tindria un accés en el seu angle nord-est. Aquestes restes pertanyerien a un establiment rural d'època tardorepublicana (mitjan segle ii aC i principi segle I dC.): campanianes A i B, terra sigil·lada itàlica, parets fines, llànties, àmfores Pascual 1 i Dressel 2/4, Dressel 7/11. Entre altres materials destaca la presència de material constructiu (tegules i imbrices), pondus, claus de ferro i bronze, un moneda ibèrica, fragments de marbre i vidre, fauna i malacologia.
De nou, l'any 1984, al peu del vessant sud-est de Montjuïc, a l'àrea de Nostra Senyora del Port, una intervenció va localitzar les restes d'uns murs de pedra en obra seca, que formarien part d'una nova vil·la romana suburbana d'època tardo-republicana. Fins al segle IV-V dC. la casa va anar patint un seguit de reformes i ampliacions: la construcció d'unes termes amb un hipocaust, un forn d'àmfores i el seu tester.
L'any 1990 es realitzà una de les troballes més importants: la pedrera romana de Montjuïc. Aquesta es localitza arran dels treballs per realitzar els nous accessos cap a la Ronda del Litoral, entre el carrer de Nostra Senyora del Port i la pujada cap el Fossar de la Pedrera. Aquesta àrea ocupava un total de 200 m², posant al descobert un front de pedrera d'uns 50m de longitud i uns 10 metres d'alçada. Per problemes tècnics de la construcció no es va poder arribar a excavar el límit final de l'extracció. Es tractava d'una antiga explotació de gresos de Montjuïc a cel obert de grans dimensions, que presenta diversos plans d'extracció horitzontals i verticals, formant una mena de graonada, com a resultat del mateix procés de recuperació dels blocs de pedra per ser emprats a la construcció. En aquest sector també es van localitzar tres forns que estaven situats sobre el talús que cobria el front de la pedrera. El primer forn estava format per una estructura de morfologia amb tendència cilíndrica d'uns 3,04 metres d'alçada conservada, i un diàmetre mitjà de 2,61 metres, constituint un volum d'uns 16,2 m3, interpretat com un forn de calç. Del segon forn en restava només una mínima part de la paret est de la zona de combustió o caldera. El tercer forn, finalment, es va interpretar com un forn de teules amb unes dimensions aproximades d'1,8 metres d'alçada màxima conservada i de 2,40 metres d'amplada màxima. Les parets de tovot, alterades, presentaven un gruix mitjà de 10 centímetres.

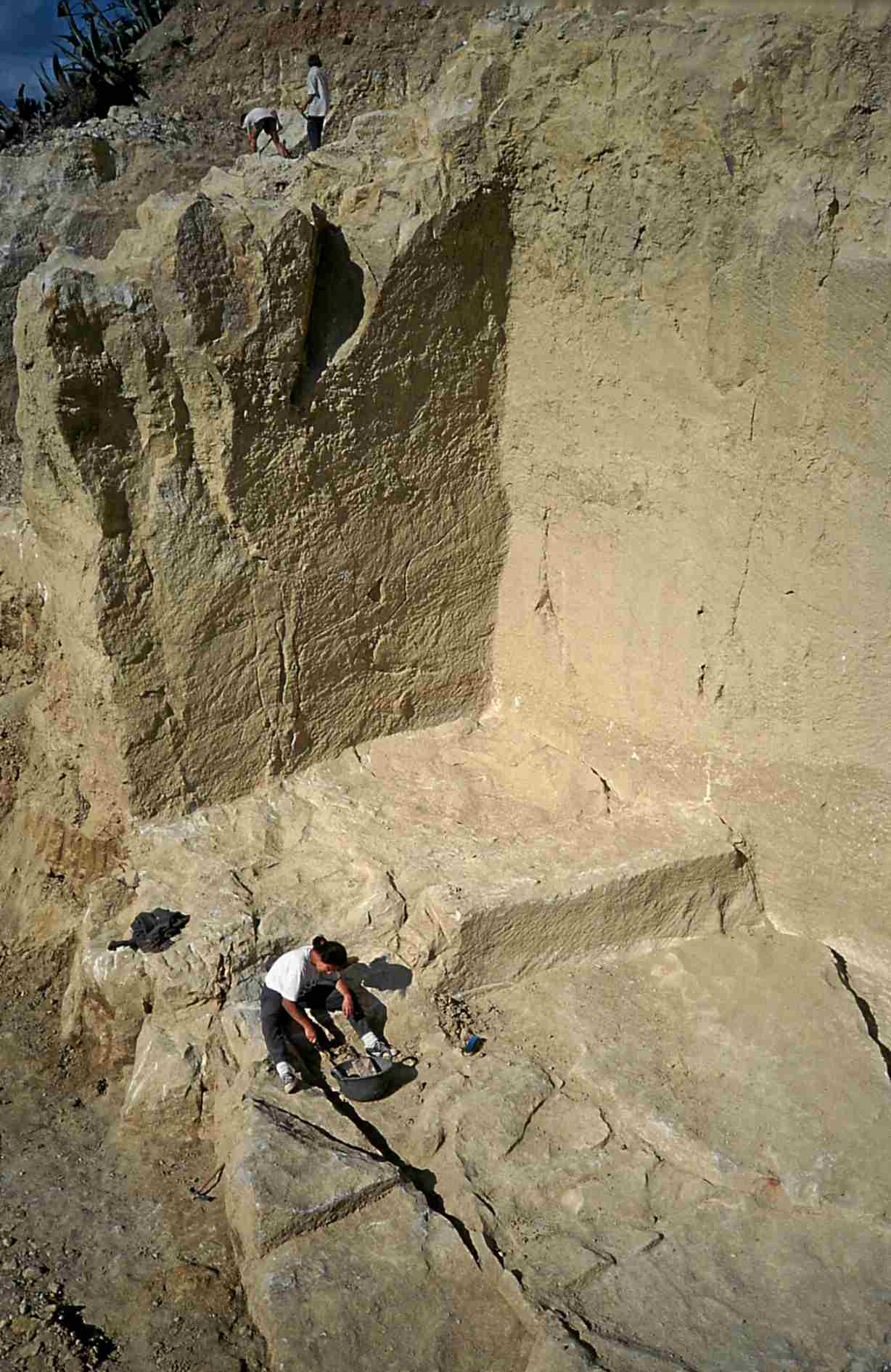
Front d'extracció de la pedrera romana de Montjuïc, on s'aprecien les marques d'extracció. Any 1990
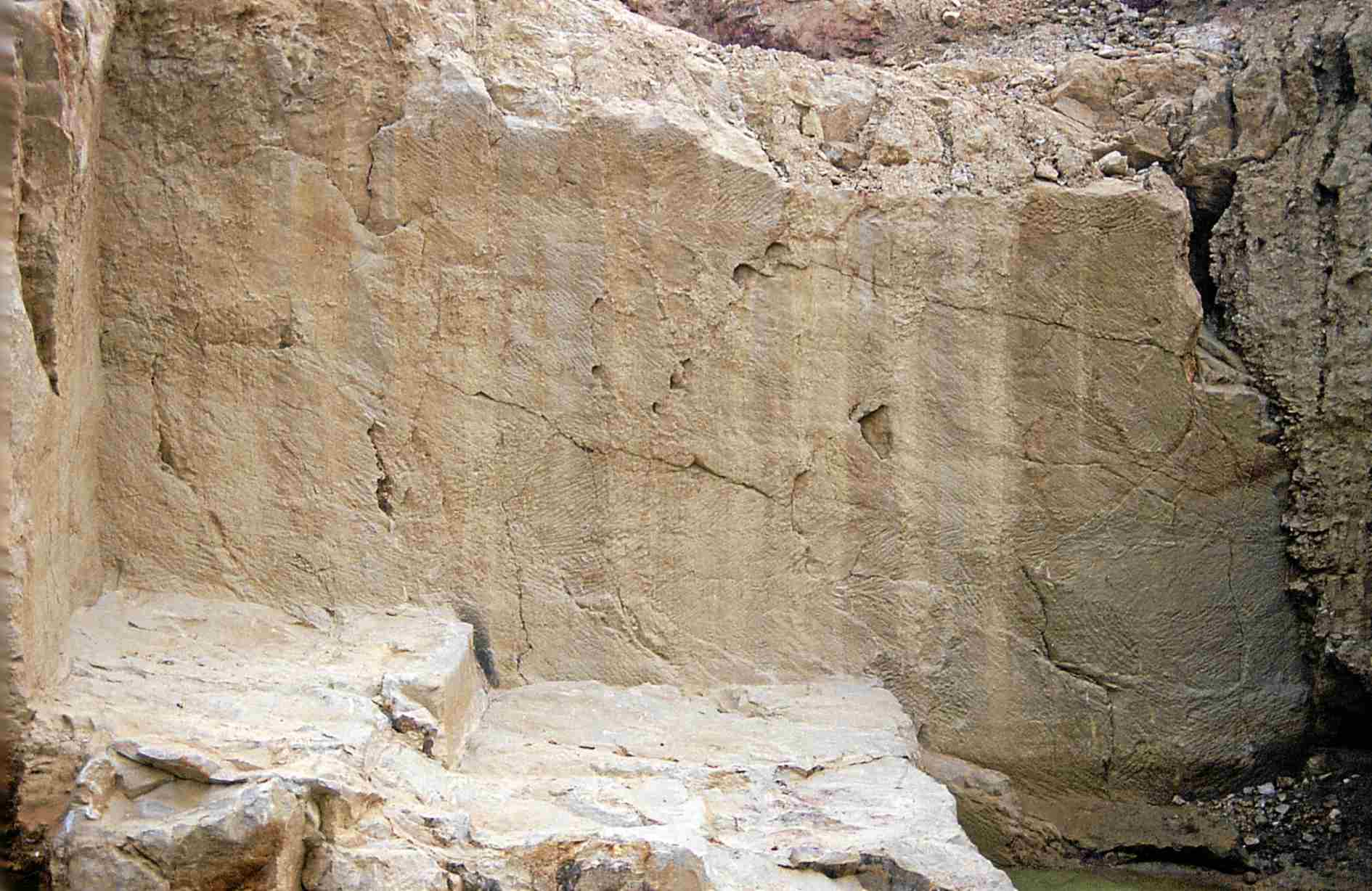
Front d'extracció de la pedrera romana de Montjuïc, on s'aprecien les marques d'extracció. Any 1990
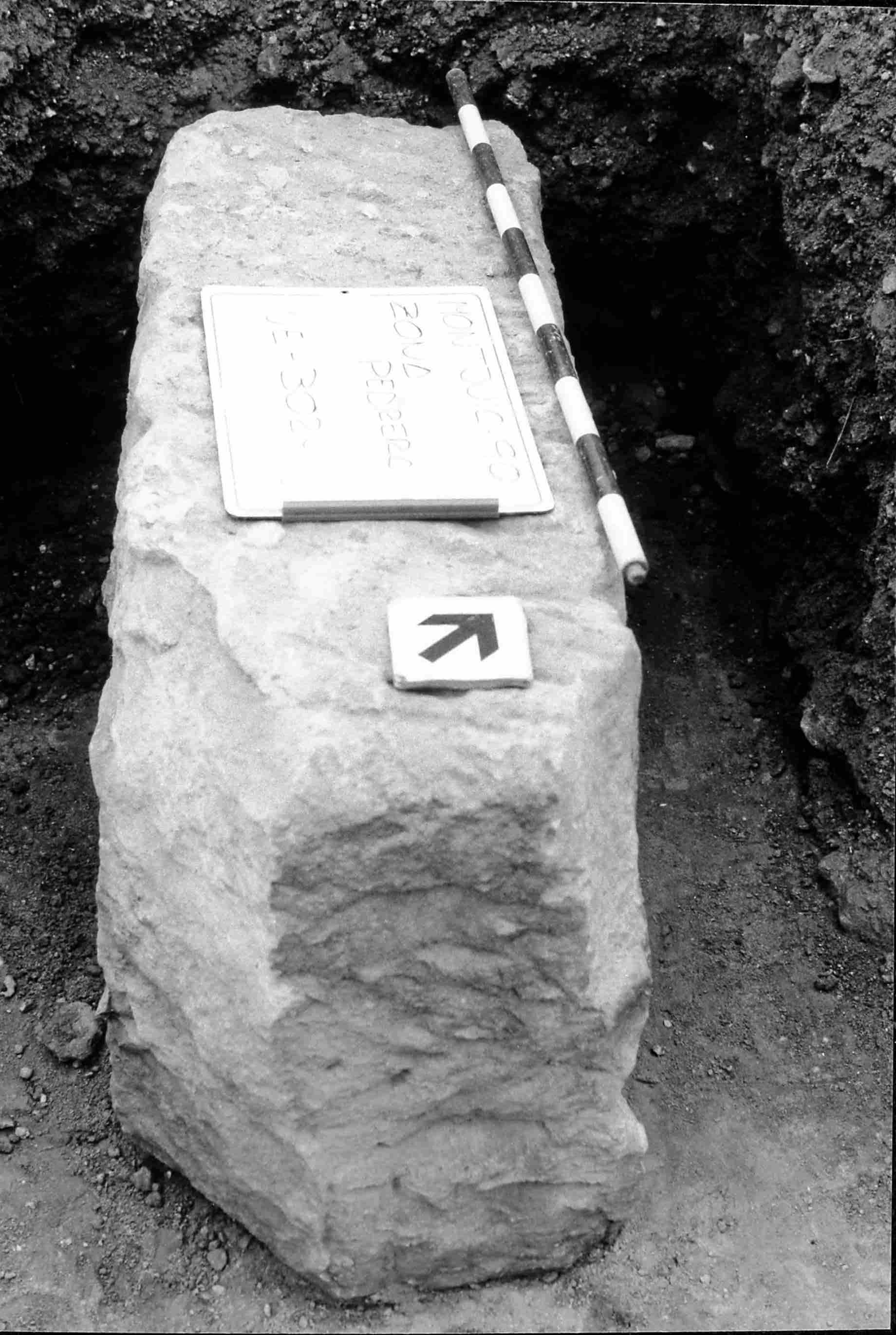
Bloc tallat de gres de Montjuïc localitzat durant l'excavació de la Pedrera romana de Montjuïc l'any 1990

El descobriment de la pedrera en aquest costat de la muntanya ens permet situar la inscripció i l'exedra de 1903 dins el mateix lloc de treball. És possible, doncs, que aquests materials no sortissin mai de la pedrera, sotmesa a constants esllavissaments de les terres de la capa superior de la muntanya que pogueren haver-los deixat soterrats abans del trasllat a l'emplaçament definitiu. També seria possible que l'emplaçament i destí fossin un punt a prop de la mateixa pedrera, com ara l'arc triomfal o un monument disposat en una zona oberta al Llobregat. La importància del jaciment ve donada tant per la monumentalitat de la troballa com per la singularitat, ja que fins ara no es coneixia cap de les pedreres romanes que van aportar els materials de construcció de l'antiga colònia romana de Barcelona.
Finalment, i molt més recentment, durant l'any 2009 amb motiu de la construcció del vestíbul de la nova estació de Foneria de la Línia 9 del metro al passeig de la Zona Franca 184-188, i que compren un espai d'uns 100 m², es va poder documentar l'ocupació d'aquest indret durant l'època republicana, imperial i tardoantiga, amb una funció d'aprofitament dels recursos naturals condicionant un paisatge peculiar, determinat pel procés de formació deltaica, de manera racional i extremadament organitzada.
L'ocupació romana d'època imperial sembla haver-se assentat, també, en dues fases diferents. En primer lloc, es documentà un aterrassament destinat a crear una plataforma en el pendent natural: un mur de contenció delimitaria un espai possiblement d'una villae. Més tard, entre el segle ii i el començament del segle iii la plataforma va ser ocupada per una sèrie d'estructures que, encara que pertanyessin a un context rural, mostren una certa articulació i impliquen una notable transformació de l'espai. El sector va ser edificat amb una estructura a manera de recinte perimetral, a l'interior del qual es va excavar un pou cobert, englobat dintre d'una habitació, i un espai a cel obert pavimentat.
Al voltant del segle V d.C. l'àrea edificada va rebre una reducció d'espai, tot i mantenir-se el pou, a més de l'habitació que l'envoltava. Els nivells d'amortització del pou van permetre recuperar una immensa quantitat de material orgànics –llavors i fustes, que permeten reconstruir amb notable aproximació el paisatge dels últims moments d'aquesta fase. L'evidència de diferents solucions d'enginyeria hidràulica i la presència de vinya entre els vegetals conservats semblen compatibles amb una activitat de cultiu, i indueixen a interpretar el conjunt com una part perifèrica d'una explotació agrícola. Totes aquestes proves mostren una muntanya habitada, fins i tot amb posterioritat a la fundació de la colònia al pla, tractant-se possiblement d'un nucli portuari –un centre comercial i industrial amb una població especialitzada, un port, la pedrera i magatzems-. Això permetria constatar que durant el període romà republicà la muntanya de Montjuïc tenia una ocupació permanent, i no pas residual o puntual.

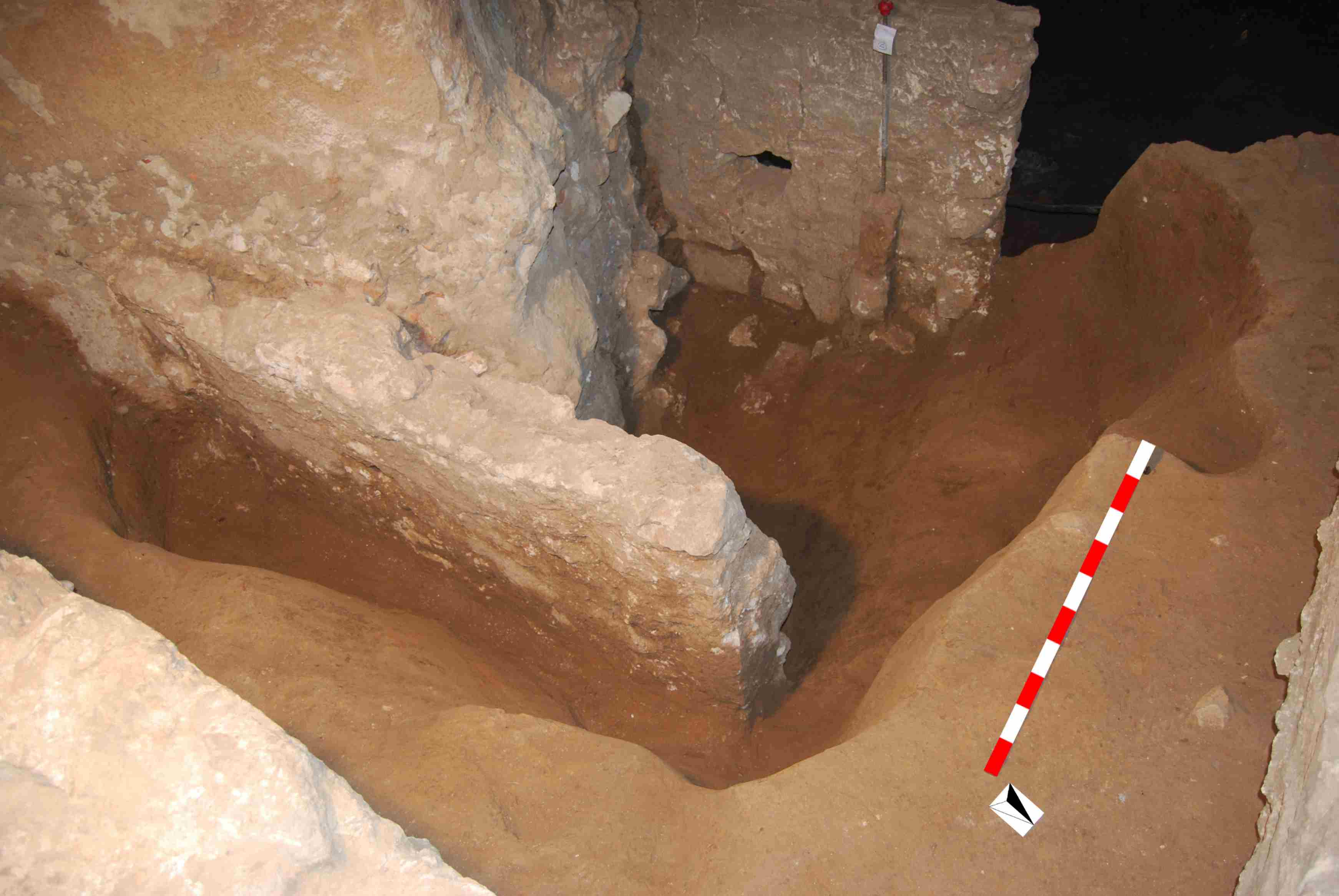
Restes romanes alt-imperials a la intervenció del metro de Foneria de la Línia 9 (Zona Franca, Barcelona). Any 2009
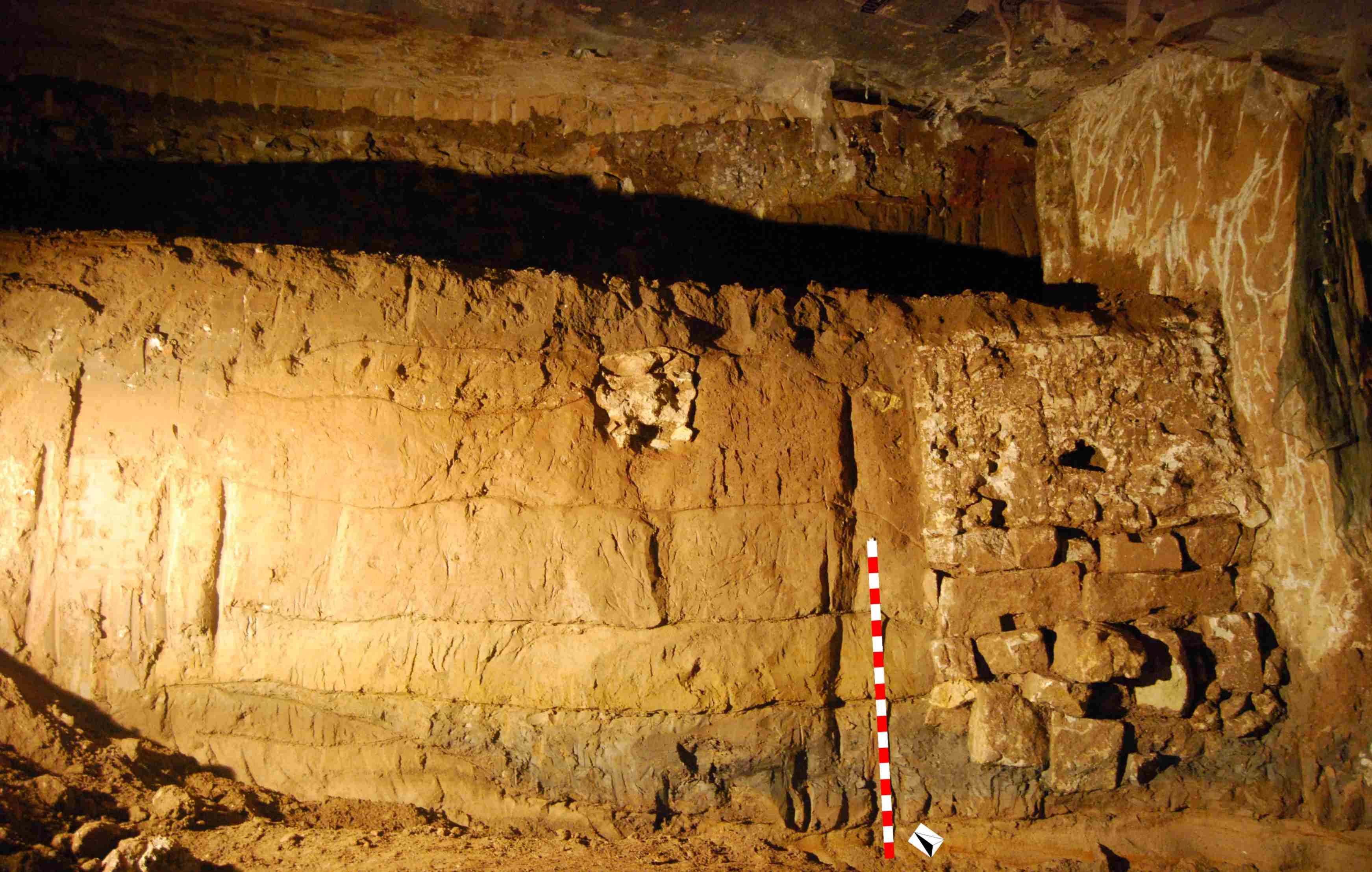
Secció amb l'estratigrafia romana a la intervenció del metro de Foneria de la Línia 9 (Zona Franca, Barcelona). Any 2009
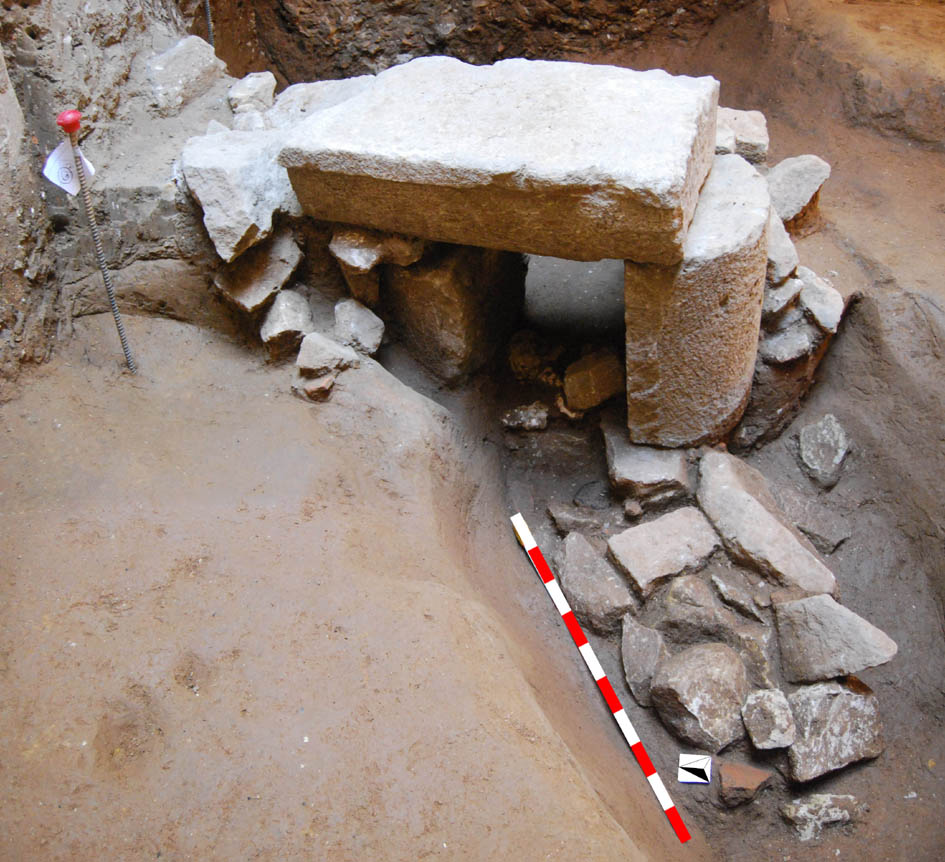
Restes romanes alt-imperials a la intervenció del metro de Foneria de la Línia 9 (Zona Franca, Barcelona). Any 2009
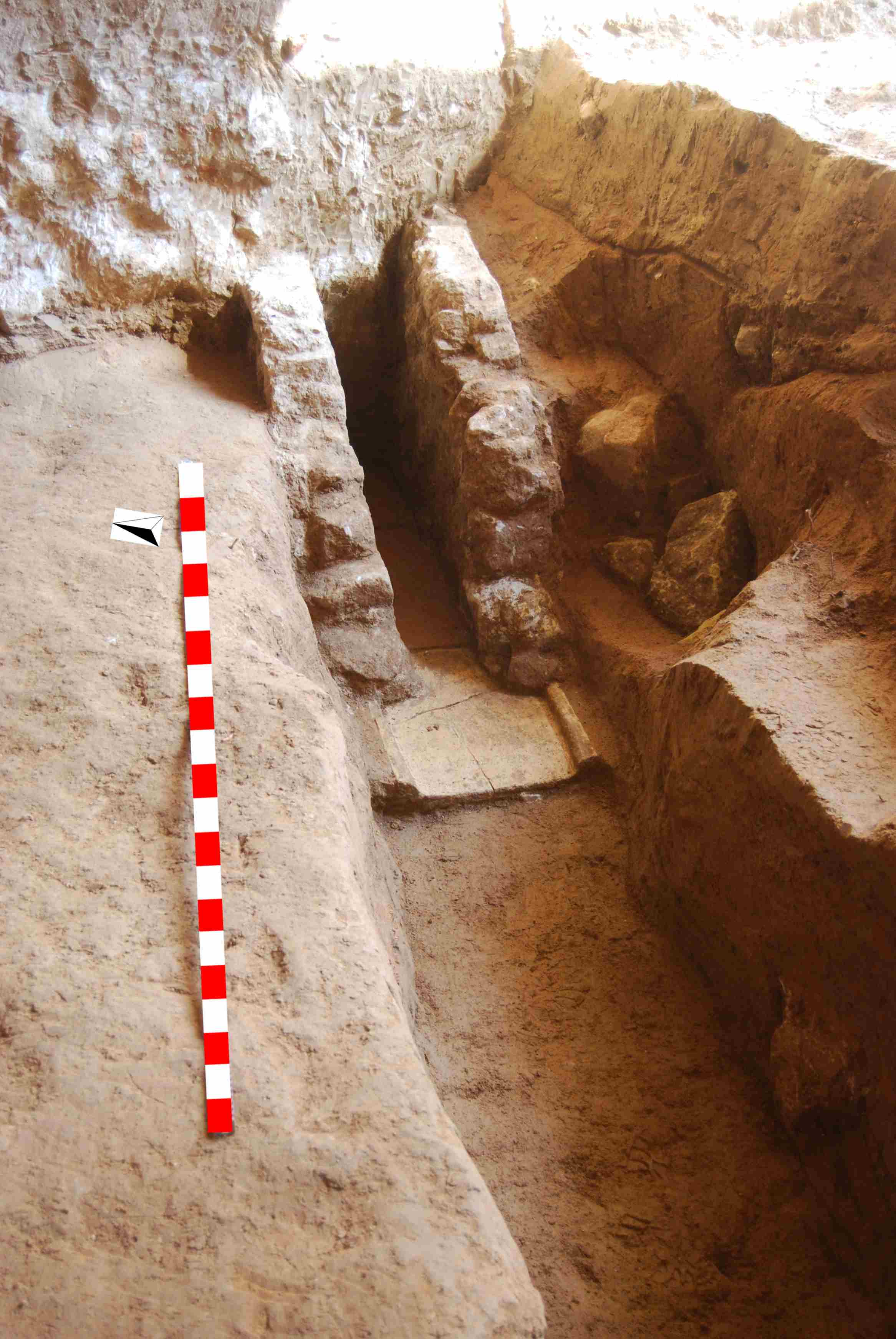
Restes de conduccions d'aigua romanes a la intervenció del metro de Foneria de la Línia 9 (Zona Franca, Barcelona). Any 2009

### Món medieval

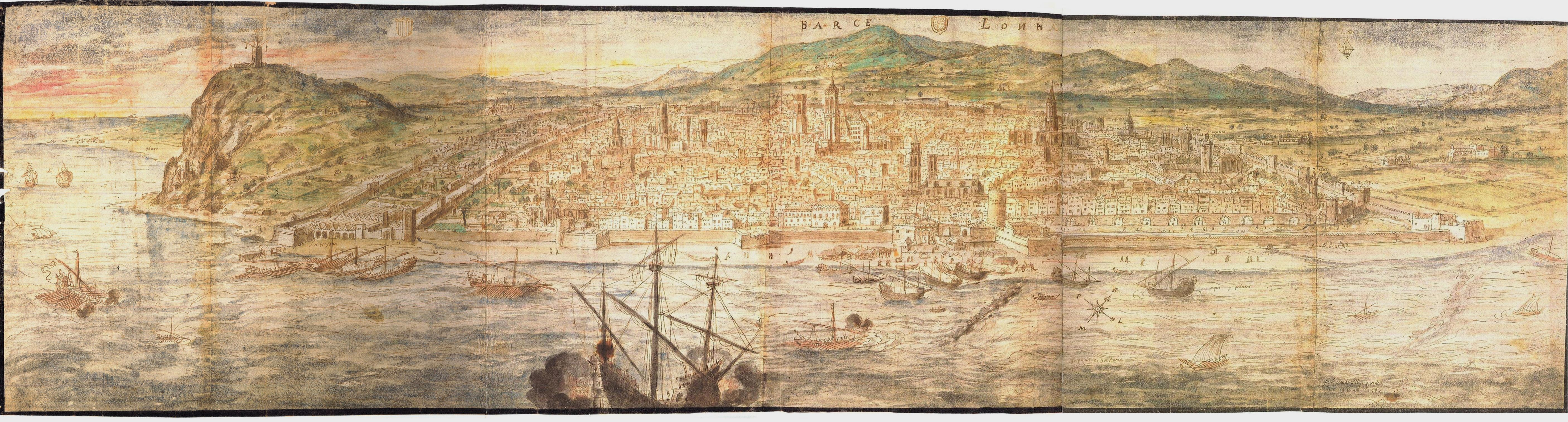
La ciutat de Barcelona el 1563 amb la muntanya de Montjuïc a l'esquerra i la torre de guaita al seu cim. Autor Anthonis van den Wyngaerde.

Les primeres referències documentals d'ocupació humana daten del 878, sobre una donació d'un terreny de Montjuïc realitzada per una tal Casta a la Seu de Barcelona. També s'ha trobat documentació sobre el terme de Font Onrada l'any 962, i es parla de Fonte Cova en un altre document del 963. El 996 en una permuta feta per Regiat i la seva muller a Aeci, bisbe de Barcelona, apareix el terme d'Enforcats, terra situada en un dels vessants de la muntanya de Montjuïc.
Però la zona propera a l'estany del Port, avui coneguda com la Marina de Sants, possiblement fou la més important, pel que fa a l'assentament humà, durant la baixa edat mitjana. Hi ha documents de l'any 970 que assenyalen un nucli de cases amb torres en aquesta zona pertanyents a famílies de l'elit barcelonina, inclosos els vescomtes de Barcelona, senyors feudals del Castell de port. Molt propera al Castell de Port es va construir la capella de la Mare de Déu de Port, de la qual es tenen les primeres notícies documentades l'any 1031, quan Ermessenda, comtessa consort de Barcelona i nora del comte Borrell II feu donació d'una quantitat de blat a la capella.
Altres esglésies, al voltant de les quals probablement hi havia petits assentaments de caràcter rural foren la de Sant Julià de Montjuïc, la de Sant Fruitós, la de Santa Madrona, la de Sant Ferriol i la de Sant Bertran. Alguns d'aquests noms han sobreviscut fins avui en dia, i han donat lloc als tres nuclis que conformen l'actual Poble Sec: Les Hortes de Sant Bertran, l'Eixample de Santa Madrona i La França Xica.
Si a nivell documental es tenen moltes referències, a nivell arqueològic, malgrat les poques proves, en destaca una per sobre de totes: l'antiga necròpolis medieval jueva de Barcelona. Aquesta s'ubica en un camp al vessant nord-oriental de la muntanya de Montjuïc, a la qual va donar nom. L'indret es troba a uns 100 metres sobre el nivell del mar, dominant tota la ciutat de Barcelona i, per tant, la ciutat medieval coetània i el mateix Call jueu, com a mínim, entre els segles XI i XIV, encara que possiblement s'originés ja al segle ix. El jaciment, d'uns 2.000 m², es localitza al sud de les instal·lacions del Tir Olímpic i al nord-est de la plaça de la Sardana.
Les primeres notícies sobre la necròpolis jueva es remunten a l'any 1091, quan el comte Berenguer Ramon II va restituir unes vinyes a la canonja de la Santa Creu i Santa Eulàlia de Barcelona, que es localitzaven al Monte Judaico, a l'est d'unes certes veteres iudeorum sepulturas. Aquest fet permet intuir que el call jueu de Barcelona ja disposava d'un cementiri, com a mínim, des del segle x, donat que a finals del segle xi ja existien sepultures que es consideraven antigues. La necròpolis va subsistir fins a la fi del call de Barcelona el 1391, any dels tràgics successos que es van estendre per tot el Regne de Castella i la Corona d'Aragó, i que suposaren la destrucció d'un gran nombre de calls i de la mort dels seus habitants. A partir d'aquest moment va començar l'abandó del cementiri i l'aprofitament de les seves làpides per a bastir nous edificis a la ciutat comtal. Entre els segles xvii i finals del XIX es tenen referències històriques i documentals sobre diferents troballes o elements associats al cementiri, sobretot làpides i restes òssies.

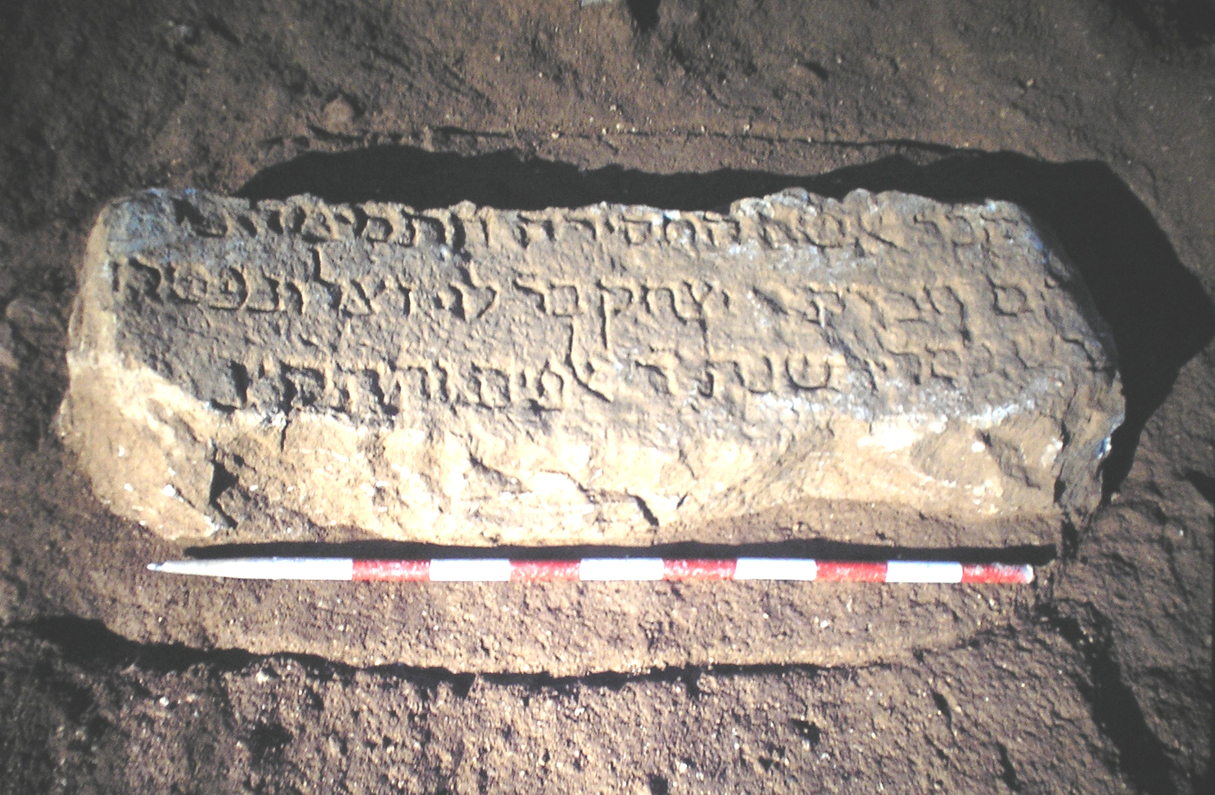
Làpida epigrafiada de la tomba 423 de la necròpolis medieval jueva de Montjuïc (Barcelona). Any 2001

El 1945, degut a les obres dels nous pavellons soterrats del «Tiro al Pichón», es destruïren una gran quantitat de tombes de la necròpolis jueva. El Instituto Municipal de Historia, sota la direcció d'Agustí Duran i Sanpere, els va excavar entre l'octubre de 1945 i abril de 1946, i va posar al descobert un total de 171 tombes (114 inhumacions, 90 adults i 24 infantils), a més de recuperar nombroses objectes dels seus aixovars funeraris.
Finalment l'any 2001 es va prospectar i excavar l'antic cementiri jueu, a partir de la documentació gràfica deixada per la campanya de 1946. Aquests treballs van permetre realitzar l'extraordinària troballa de, com a mínim, 557 tombes, atesa la presència d'un segon nivell de tombes al sector oriental, i que en faria augmentar el nombre. Des del punt de vista tipològic s'han pogut identificar fins a quatre grans grups de sepultures (de cavitat lateral, antropomorfes, de taüt i retall en forma de banyera). D'aquestes 557 tombes se'n van excavar 28 (1 senil, 16 adults i 6 infantils), 8 de les quals es trobaven espoliades de modern amb restes òssies inconnexes, i vint contenien les restes d'inhumacions encara intactes. Cap de les tombes no contenia cap resta d'aixovar funerari, a diferència de la intervenció de 1946. Finalment una de les troballes més excepcionals d'aquesta intervenció, fou la recuperació in situ d'una gran làpida epigrafiada de la tomba 423 amb la data de defunció (1229 dC) de la difunta, i que suposa un dels pocs exemplars recuperats a les nostres contrades i a la península.
| « | Aquesta és la tomba d'una dona pietosa i honesta, la senyora Miriam, esposa de Rabí Isaac bar Leví, beneïda sigui la memòria del just. Va morir en el mes de Kislew [novembre – desembre] de l'any quatre mil nou cents noranta (1229) | » |

Així doncs, el balanç final de les dues intervencions ens mostra que estem davant d'una de les necròpolis jueves medievals més importants de tota la península, i d'Europa, amb una cronologia compresa entre els segles xi i xvi, sense menystenir la possibilitat que es trobés en funcionament ja des del segle ix. En altres punts de la muntanya també s'han documentat vestigis d'època moderna, dels quals destaquen un conjunt de forns. Un primer forn gran forn de calç del segle xv es va localitzar a tres metres de la paret sud-est de la pedrera romana, se'n va poder excavar la cambra de cocció. Un cop abandonat es va reutilitzar com a enterrament per a dos individus juntament amb dos xais i dos gossos. Al mateix vessant es van poder documentar dues estructures més de combustió, possiblement dedicades a la fabricació de teules i altres materials de construcció.

### Edat moderna

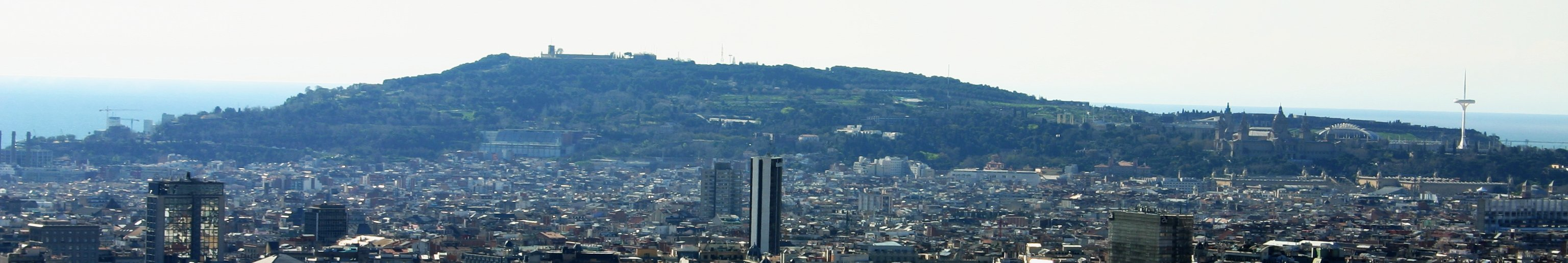
Vista de Montjuïc des del Parc Güell

El símbol de la muntanya de Montjuïc és el castell, construït l'any 1751 per l'enginyer militar Juan Martín Cermeño. Amb anterioritat al segle xvii, i gràcies a la documentació escrita, es coneix que en el cim de la muntanya únicament existí un farell o petita torre de senyals que avisava la ciutat de l'arribada de vaixells. El Consell de Cent barceloní, davant de l'atac imminent de les tropes castellanes de Felip IV durant la Guerra dels Segadors (1640-1652), decidiren construir urgentment un petit castell de planta quadrangular al voltant de la torre, possiblement bastit amb tàpia, i amb quatre petits baluards a les cantonades. Aquesta petita construcció i els seus defensors catalans i francesos van poder rebutjar l'atac de les tropes castellanes el 26 de gener de 1641, l'anomenada Batalla de Montjuïc. Un carrer d'Hostafrancs, proper a Montjuïc, duu per nom aquesta data.
El fortí va resistir durant tot el setge final a Barcelona, i no es va rendir fins a la capitulació de la ciutat l'11 d'octubre de 1652, moment en què la propietat del castell passà a mans de la Corona espanyola, instal·lant una guarnició pròpia de més de 300 homes. La importància del fortí per la defensa de la ciutat fou evident, fet que motivar la Corona a millorar constantment les seves defenses, sobretot a partir del darrer terç del segle xvii: reforçament de l'antic fortí i la construcció d'un recinte exterior per millorar-ne la defensa. No fou fins al 1751 quan les autoritats borbòniques van decidir de reformar completament el fortí i van encarregar el projecte a l'enginyer militar Juan Martín Cermeño. Els treballs es perllongaren fins al 1779 i li va donar la fesomia que ha arribat fins avui en dia. Cermeño va enderrocar bona part del fortí, i construí un gran edifici quadrangular, amb un pati central, on se situaren els serveis del castell i els allotjaments dels oficials. Una de les principals aportacions de Cermeño fou la construcció d'una estructura defensiva que separava els dos recintes del castell mitjançant un glacis, un camí cobert, fossat avançat i dos semibaluards a la part posterior.

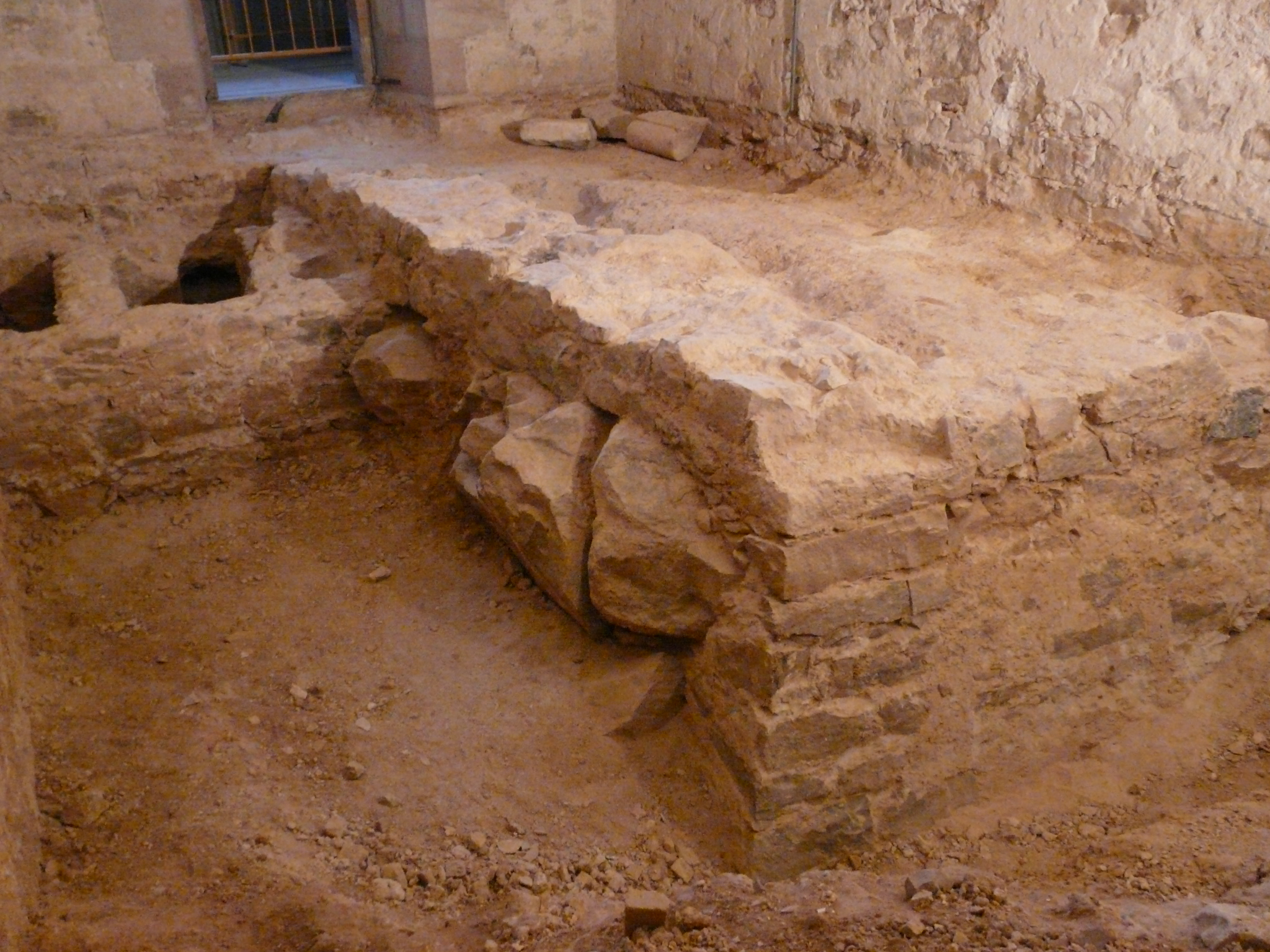
Vista de la cantonada conservada del baluard meridional del fortí de Montjuïc (Barcelona), any 2010

Diferents intervencions arqueològiques realitzades entre els anys 2006 i 2010 han permès documentar les traces de l'antic fortí, així com la planta del castell posterior. L'any 2006 es va intervenir al voltant del fossat, documentant part del baluard nord de la muralla perimetral del Castell de Montjuïc ideat per Cermeño, així com elements estructurals corresponents al sistema defensiu, fins ara desconegut: vuit contraforts interns de la muralla, un edifici de planta quadrangular, possiblement un cos de guàrdia, i les dimensions reals del parament exterior. El parament extern de la muralla presenta unes dimensions de dos metres d'amplada i cinc metres d'alçada, mentre que l'intern només tindria una amplada de 0,50m i una alçada de 4 metres.
L'any 2010, dins del marc del Pla Director del Castell de Montjuïc, es dugué a terme una intervenció arqueològica en el gran edifici quadrangular i al pati central, i que ocupa la part més elevada de la fortificació, i que fins al moment allotjava el Museu Militar de Barcelona. Aquests treballs, amb el suport d'una sèrie de planimetries antigues que posaven en relació les estructures del fortí i del castell, van permetre posar al descobert dos dels quatres baluards de l'antic fortí, així com el tram de muralla que els unia, i l'estructura original de la coberta dels edificis del pati d'armes.
Finalment, a la part més alta del Cementiri del Sud-oest, damunt de la fossa comuna, l'any 1984 es va excavar un forn per a la cocció de material constructiu d'època barroca. El forn constava de dues cambres sobreposades: la de foc i la de càrrega o cocció, amb graella divisòria i praefurnium. Tots els elements estaven retallats a la roca. Era de tiratge vertical, amb una sola entrada d'aire. Tot i que no en quedava cap vestigi, sembla que el forn estaria cobert amb una volta. La graella era de planta quadrangular (2,60 m x 2,60 metres) amb un gruix no inferior a 40 centímetres, ja que estava escapçada. Disposava de setze forats disposats de manera quadrada, en fileres de quatre.

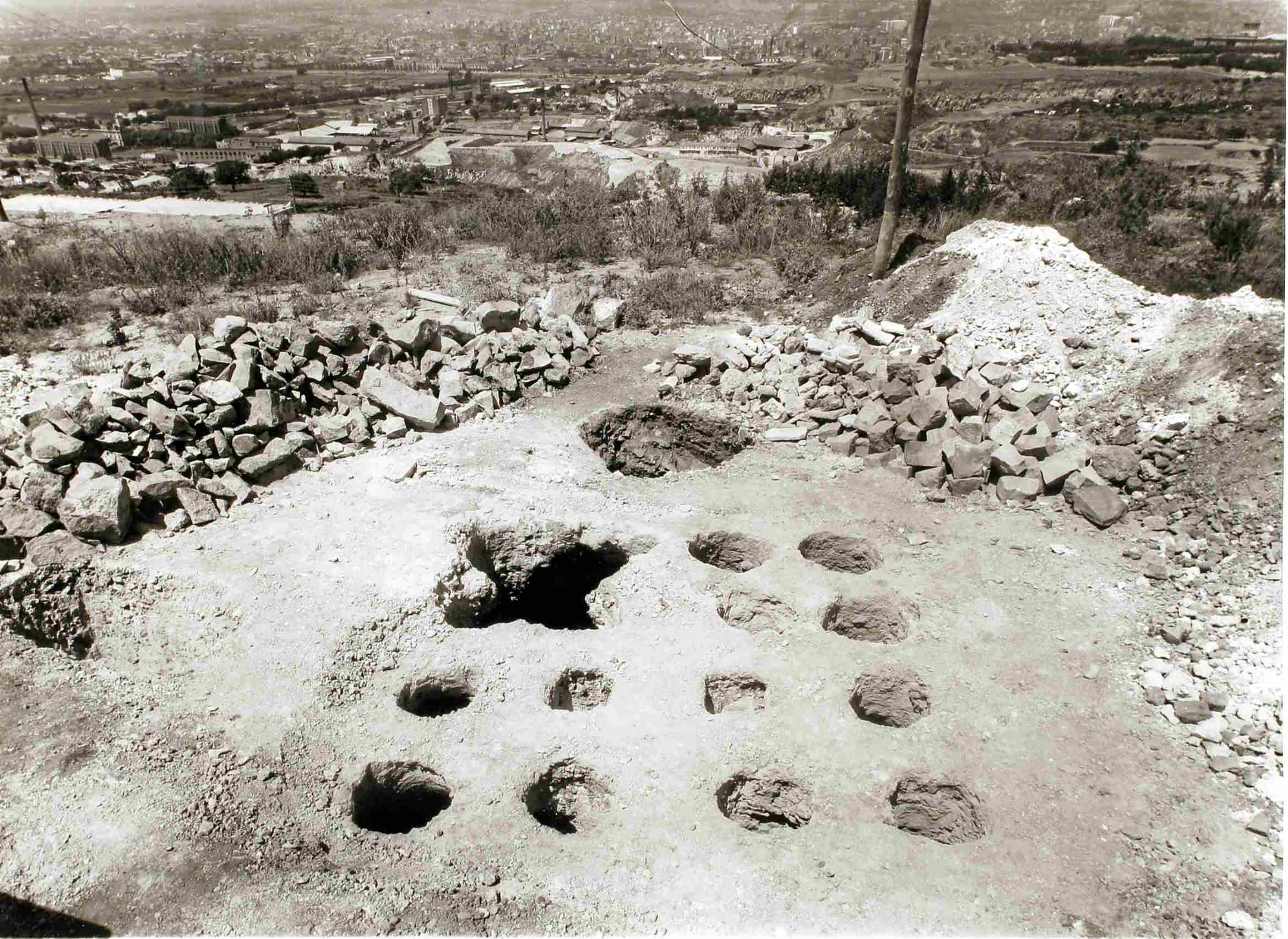
Vista exterior de la graella del forn modern documentat al cementiri sud-oest de Montjuïc (Barcelona),1984
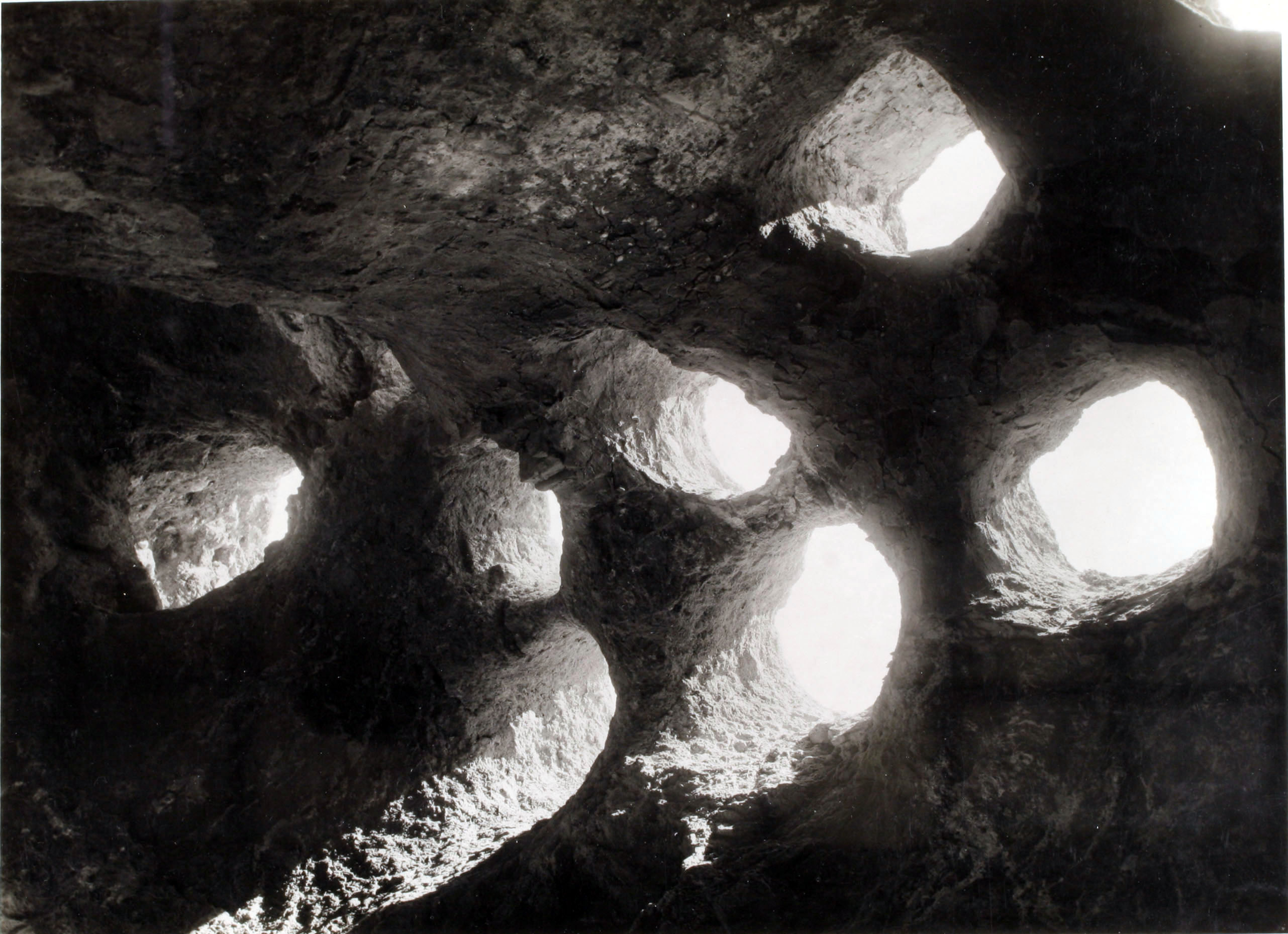
Vista interior de la graella del forn modern documentat al cementiri sud-oest de Montjuïc (Barcelona),1984

### Edat contemporània

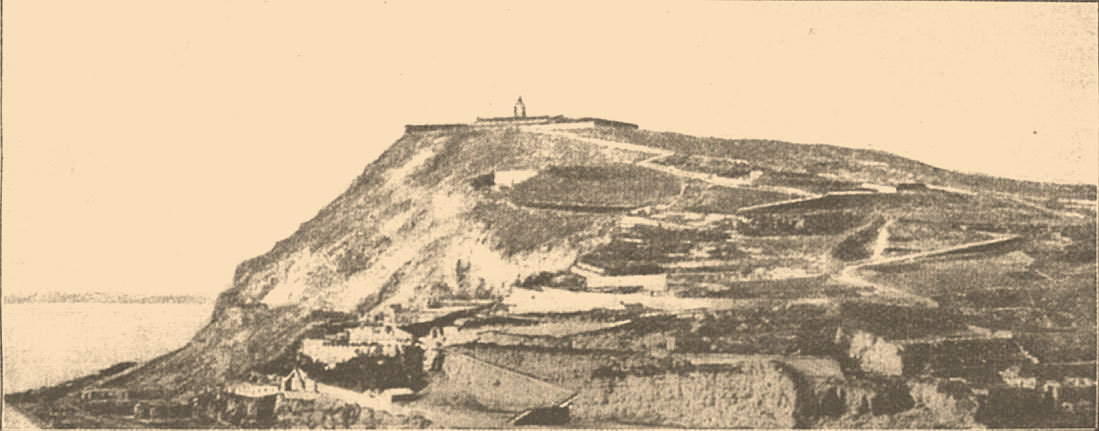
Montjuïc a principis del segle XX

- 1842 i 1843: Bombardeig de Barcelona (1842); aixecament de Barcelona contra Espartero i bombardeig de la ciutat des del castell de Montjuïc per posar fi als avalots.
- Segles XIX i inicis del XX: Fontades de Montjuïc. La progressiva desmilitarització de la muntanya, va produir que els barcelonins fessin trobades al voltant d'alguna de les diferents fonts de la muntanya.
- 1896: procés de Montjuïc. Venjança d'Estat contra l'anarquisme català, amb centenars de detinguts, tortures, etc.
- 1909: la Setmana Tràgica. Reacció popular a la crida a files de reservistes catalans per a la guerra del Marroc. El Govern espanyol qualifica la revolta de separatista. Hi ha centenars de detencions. Afusellament a Montjuïc de Ferrer i Guàrdia i de quatre persones més.
- 1917: S'engeguen les obres d'urbanització de la muntanya de Montjuïc, amb l'enjardinament a càrrec de Forestier i Rubió i Tudurí.
- 1928: S'enderroquen les Quatre Columnes, símbol catalanista, durant la dictadura de Primo de Rivera.
- 1929: Exposició Internacional a Montjuïc.
- 1936: Olimpíada Popular, anul·lada a causa de la Guerra Civil espanyola.
- 1940: El President de la Generalitat Lluís Companys és capturat a França pel govern de Hitler i executat per Franco a Montjuïc.
- 1992: Jocs Olímpics de Barcelona, en què Montjuïc és la seu de moltes disciplines i actes (incloent-hi l'obertura i la cloenda a l'Estadi Olímpic).

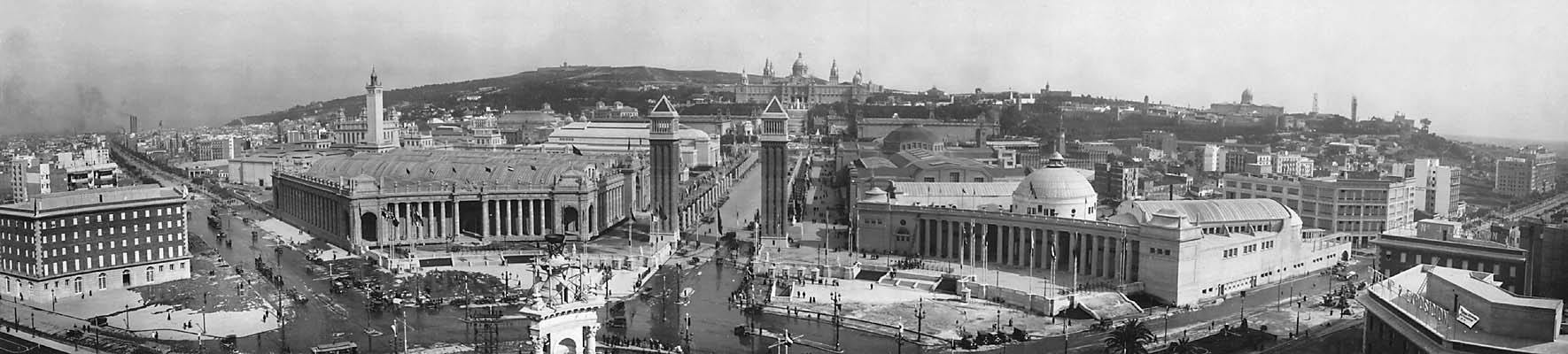
Vista panoràmica de l'Exposició Universal de 1929

## Actualitat

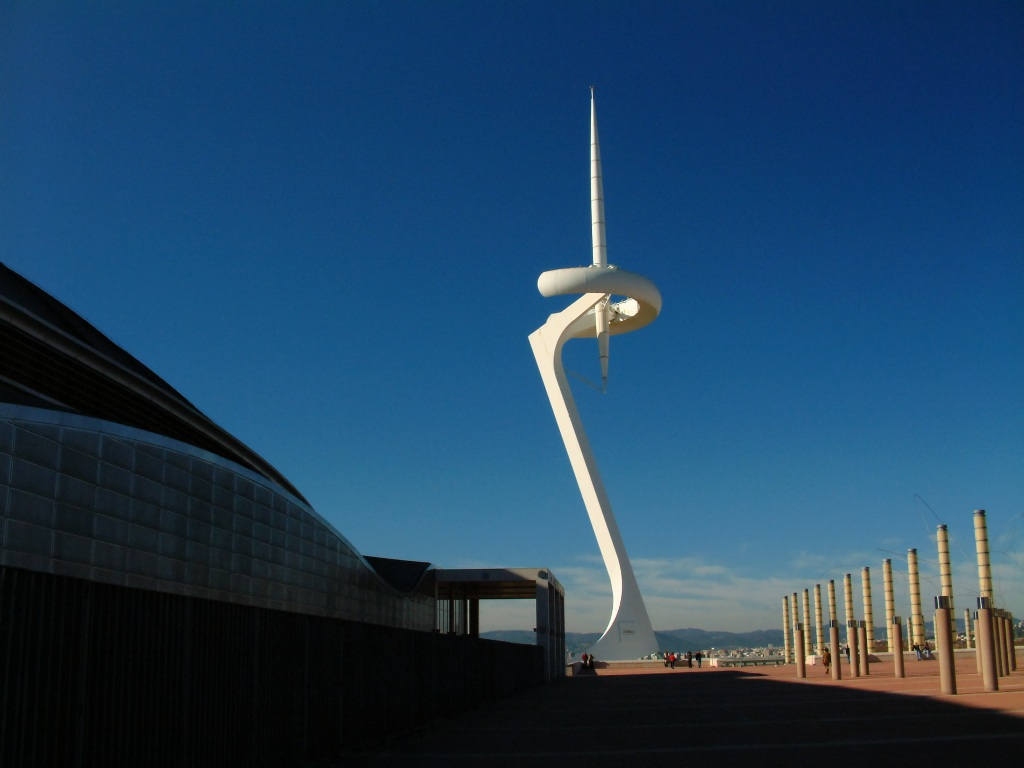
Torre de telecomunicacions de Santiago Calatrava

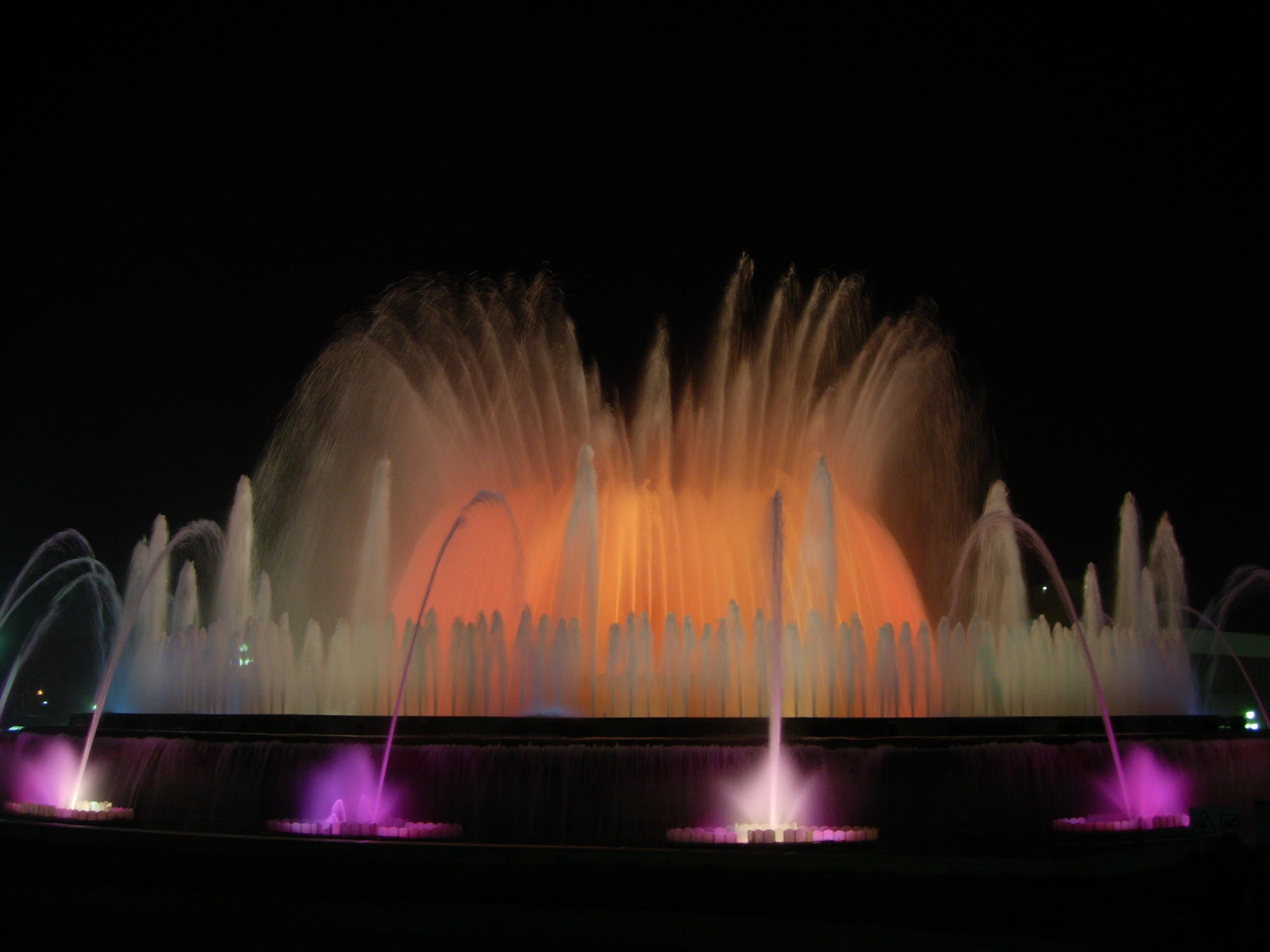
Font màgica de Montjuïc

En l'actualitat, es troba íntimament relacionada amb l'esport, a causa de la gran quantitat d'instal·lacions esportives que acull.
A la seva falda es troben les instal·lacions olímpiques que van acollir els Jocs Olímpics de Barcelona 1992, com l'Estadi Olímpic Lluís Companys (al davant del qual es troba el Museu Olímpic i de l'Esport Joan Antoni Samaranch), el Palau Sant Jordi dissenyat per l'arquitecte japonès Arata Isozaki, les Piscines Picornell, la Piscina Municipal de Salts i l'antic Palau dels Esports del carrer Lleida, ara reconvertit en el Barcelona Teatre Musical, que acull espectacles teatrals i musicals. L'oferta d'instal·lacions esportives la completen l'estadi Joan Serrahima, i les instal·lacions de l'Institut Nacional d'Educació Física de Catalunya (INEF Catalunya).
A Montjuïc es troben també llocs d'interès turístic com el Poble Espanyol, un recinte que simula un antic poble espanyol, amb les seves places i estrets carrerons, i que està poblat de restaurants, bars, i llocs de lleure i espectacle, a més el torre de telecomunicacions dissenyat per Santiago Calatrava. Antigament també va acollir el famós Parc d'atraccions de Montjuïc, ara convertit en el jardí públic Joan Brossa.
La muntanya és seu, també, d'importants institucions culturals, així com la seu de nombrosos esdeveniments esportius com el gran premi d'Espanya de Fórmula 1 (1969, 1971, 1973 i 1975) o les importants 24 Hores Motociclistes de Monjuïc. A més de l'esmentat Barcelona Teatre Musical, es troben aquí també el Teatre Lliure, el Mercat de les Flors, el Teatre Grec, el Museu Joan Miró, el CaixaForum Barcelona, el Museu Nacional d'Art de Catalunya (MNAC), el Museu etnològic de Barcelona, així com el Jardí Botànic Històric, que disposa d'una col·lecció única de cactus, i el nou Jardí Botànic de Barcelona especialitzat en la flora de les zones mediterrànies del món.
A l'Avinguda Maria Cristina, entrada principal a la muntanya de Montjuïc des de la Plaça d'Espanya, es troben els pavellons de la Fira de Barcelona, construïts amb motiu de l'Exposició Universal de 1929, i que organitza alguns dels salons, mostres i exposicions més importants d'Espanya. Davant els pavellons de la Fira es troben les famoses Fonts de Montjuïc, que durant els divendres, dissabtes i diumenges mostra un espectacle únic al món de llum, música i color.
Montjuïc és també un lloc ideal per al descans i el passeig a causa de les grans extensions de jardins i les espectaculars vistes que ofereix de la ciutat de Barcelona. Des de l'any 2006 s'estan recuperant gran part de les escales ornamentals i espais originals de la muntanya durant l'Exposició de 1929. També s'ha remodelat l'antic telefèric per poder pujar fins al cim de la muntanya i des del castell veure una de les més impressionants vistes de Barcelona.
El 2002 l'Ajuntament de Barcelona va rehabilitar els jardins Laribal i l'edifici i l'entorn de la Font del Gat per dedicar-los a centre gestor i d'informació de Montjuïc. Només en l'edifici, que alguns autors atribueixen a Puig i Cadafalch, s'hi va gastar un milió d'euros. Però de centre d'interpretació només en va fer dos anys. Aleshores una part de l'edifici es va cedir a Pau Reventós, fill del polític Joan Reventós, que l'explota com a restaurant.

## Les fonts
Al llarg de la història de Barcelona foren populars les peregrinacions a les capelles que s'havien anat construint a Montjuïc, però el que més atreia als barcelonins era poder gaudir de les nombroses fonts que hi havia a la muntanya. Tot i que la geografia de les fonts era complicada, ja que unes desapareixien mentre que n'apareixien de noves, hi ha referències de les fonts des de molts anys enrere. Ja l'any 959 hi ha referències de la Font d'Ocua, també coneguda com la cova (és possible que es tractés de la font del Geperut, on consta que hi havia una cova), i la Font Onrada, ambdues situades a la part baixa de la muntanya. El 1263, els frares dominics del Convent de Santa Caterina (Barcelona), en virtut d'una concessió reial, van iniciar els treballs per a dur a terme la primera canalització pública de Barcelona, que es faria amb aigua de Montjuïc. Molt probablement el cabal no deuria ser abundós, ja que es va prohibir utilitzar-la per altres usos que no fossin estrictament el beure. Això explicaria el fet que a poc a poc aquesta canalització fos substituïda per altres que provenien de Collserola. A començaments de segle xiv era molt popular visitar la capella de Sant Julià cada 9 de gener, diada dels sant. Els barcelonins eren atrets pel paisatge que l'envoltava i la font que brollava a la vora. També hi ha notícies el 1565 sobre la font de Santa Madrona, propera a la capella del mateix nom. Uns anys abans s'hi havia instal·lat un grup de jesuïtes però tenien problemes d'abastiment d'aigua de la cisterna, que fallava molt sovint. Com a solució s'hi va conduir l'aigua de la font de Sant Julià, que en aquells anys restava abandonada. El propietari d'aquesta font, Bartolomé Valero, havia fet donació a la ciutat de Barcelona del seu cabal reservant-se l'ús d'una tercera part, però l'aigua no fou suficient i va haver de pagar 80 lliures catalanes per tal de fer enrere el pacte. A finals del segle xvi i inicis del xvii, el rector de Vallfogona assenyalava la Font dels Tarongers com la més famosa d'aquell moment, en el seu recull de poesies La armonia del Parnás (Barcelona, 1703). Podria tractar-se de la Font Trobada o de la Font d'en Conna, que eren situades al torrent dels Tarongers. Les fonts es van anar convertint en un destí molt popular. L'aigua fresca i cristal·lina era com un regal per als barcelonins, i l'excusa perfecta per passar un dia a la natura. Durant els segles xviii, XIX i principis del XX foren el destí preferit de molts ciutadans de Barcelona. Tant era així que el seu ús va donar lloc a l'aparició de l'expressió fontada per a denominar aquelles excursions a llocs on hi havia alguna deu d'aigua, i més endavant, els aplecs o reunions populars que es feien al voltant d'aquelles fonts. Les fonts es van anar complementant amb petites explotacions comercials on es venien aigua amb sucre, xarops i orxates, anissos i bolados. Amb el temps, aquestes petites explotacions esdevingueren els famosos merenderos.
Llista de fonts:
- La Font Trobada
- La Font d'en Conna
- La Font de Vista Alegre
- La Font del Geperut
- La Font de Satalia
- La Font de la Magnèsia
- La Font del Tir
- La Font del Gat
- La Font dels Tres Pins
- La Font d'en Pessetes
- La Font d'en Xirot (Angirot)

## Instal·lacions i edificis
- Castell de Montjuïc i Polvorí de Montjuïc.
- Museu Nacional d'Art de Catalunya (MNAC).
- Fundació Joan Miró.
- Cementiri del Sud-oest.
- CaixaForum Barcelona.
- Palau Sant Jordi.
- Estadi Olímpic Lluís Companys.
- Piscines Picornell.
- Fira de Barcelona.
- Teatre Grec.
- Poble Espanyol.
- Institut Nacional d'Educació Física (INEFC).
- Jardí Botànic Històric.
- Jardí Botànic de Barcelona.
- Institut Botànic de Barcelona.
- Jardins de Mossen Cinto Verdaguer.
- Jardins Mossèn Costa i Llobera.
- Jardins de Joan Maragall del Palauet Albéniz.
- Jardins de Joan Brossa
- Jardins del Mirador de l'Alcalde
- Camp de Beisbol Pérez de Rozas.
- Mirador del Llobregat.
- Museu Olímpic i de l'Esport Joan Antoni Samaranch.
- Quatre Columnes.
- Torre de Comunicacions de Montjuïc.
- Anella Olímpica de Montjuïc.
- Circuit de Montjuïc

## Maneres d'arribar-hi i transports turístics
- Funicular de Montjuïc
- Telefèric de Montjuïc
- Telefèric del Port
- Metro de Barcelona: les parades Paral·lel L2 i L3 i Espanya L1 i L3. (es projecta ampliar la L2 fins a l'aeroport construint estacions de les quals 2 estarien dins del barri: Montjuic (Situada al costat del MNAC) i La Foixarda (Situada al costat de l'INEFC)
- Bus Montjuïc Turístic
- Autobusos de TMB: línies 13, 23, 55, 107, 125 i 150
- Des de la plaça Espanya es pot accedir a la muntanya a peu fàcilment amb escales mecàniques